# Cerámica de figuras rojas

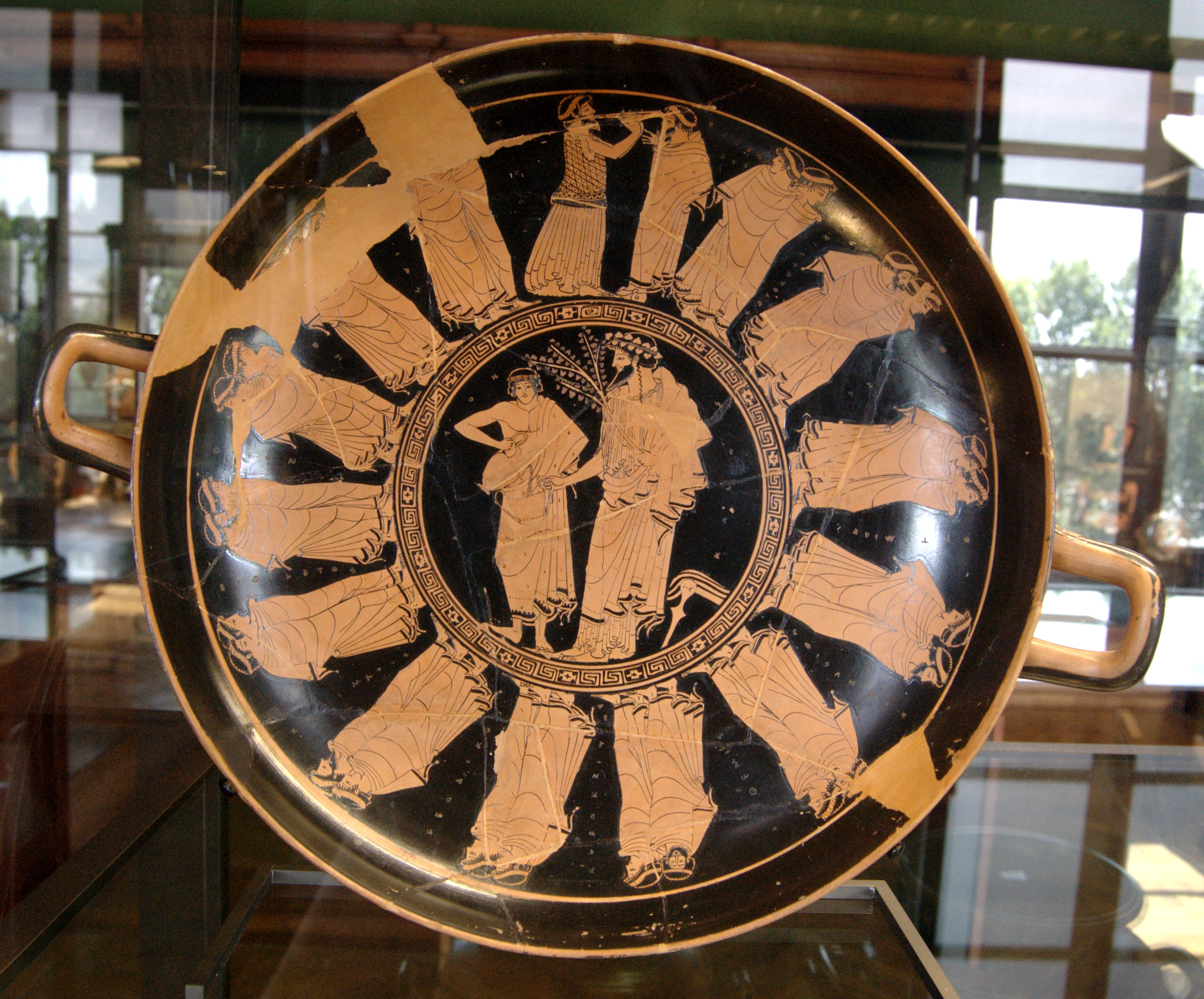
Procesión de hombres, kílix del Pintor de Triptólemo, hacia el 480 a. C. En el círculo interior está representado un joven escanciando vino a Dioniso. Museo del Louvre, n.º de inv. G 138.

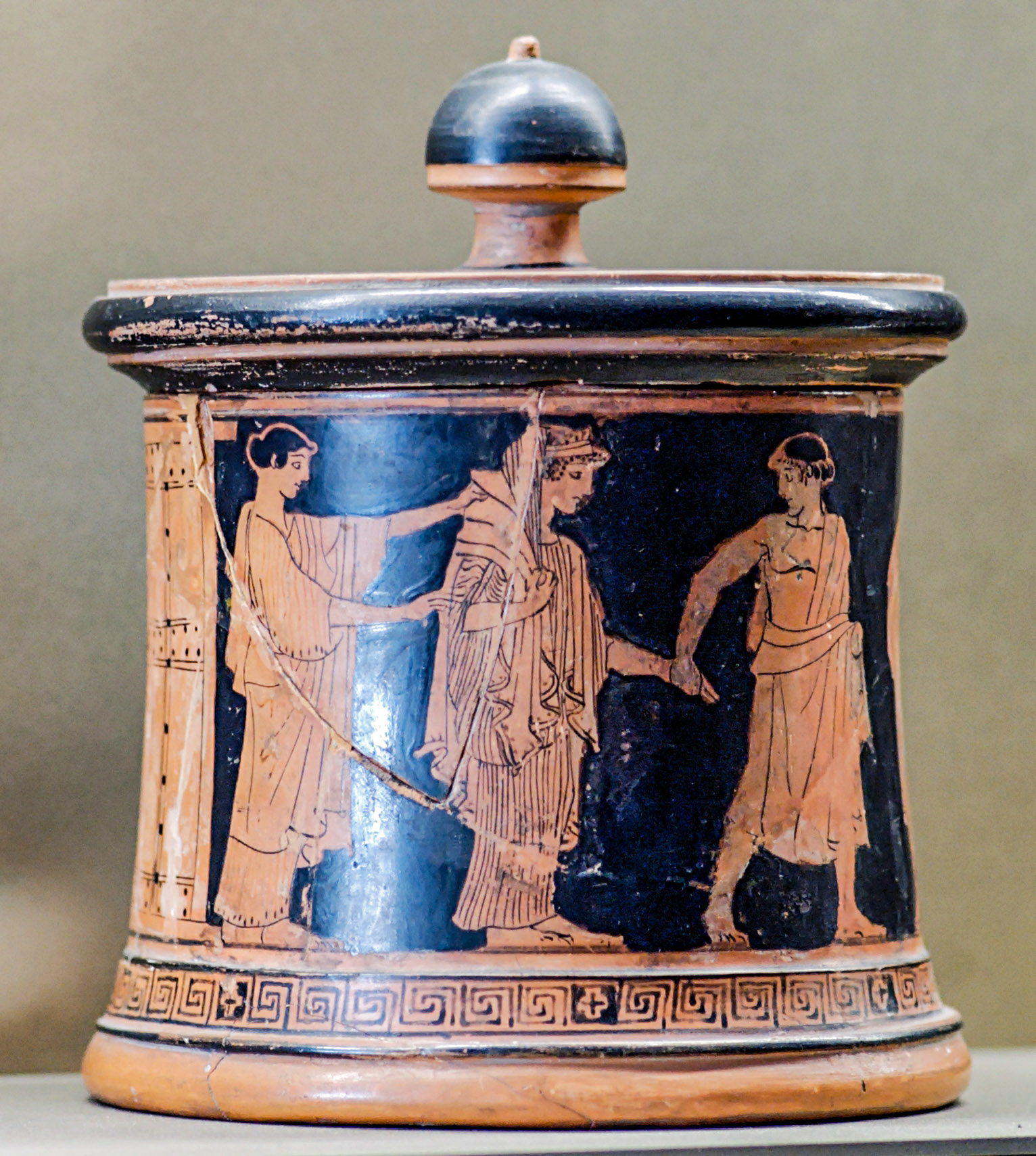
Boda de Tetis y Peleo. Píxide ática de figuras rojas del Pintor de la boda. C. 470-460 a. C.

La cerámica de figuras rojas es uno de los más importantes estilos figurativos de la cerámica griega. Se desarrolló en Atenas hacia 530 a. C. y fue utilizado hasta el siglo III a. C. Reemplazó al estilo previo predominante de la cerámica de figuras negras al cabo de unas décadas. Su nombre está basado en las representaciones figurativas de color rojo sobre fondo negro, en contraste con el mencionado estilo precedente, de figuras negras sobre fondo rojo.
Las zonas más importantes de producción, además del Ática, estuvieron en la Magna Grecia (Italia). El estilo fue adoptado en otras partes de Antigua Grecia. Etruria llegó a ser un importante centro de producción fuera del ámbito griego.
Los vasos áticos de figuras rojas se exportaron por toda Grecia y más allá del Mediterráneo. Durante mucho tiempo, dominaron el mercado de cerámica de calidad. Solo algunos centros de producción pudieron competir con Atenas en términos de innovación, calidad y capacidad de producción. Más de 40 000 ejemplares y fragmentos de vasos han sobrevivido. Del segundo centro de producción en importancia, la Magna Grecia, más de 20 000 vasos y fragmentos se han conservado.
Desde los primeros que los estudiaron, John D. Beazley y Arthur Dale Trendall, se ha progresado mucho en el estudio en el estilo de este arte, logrando adscribir muchos vasos a artistas o escuelas. Las imágenes representadas proporcionan una evidencia irreemplazable para la exploración de la historia de la cultura, la vida diaria, la iconografía y la mitología griegas.

## La aparición de las figuras rojas

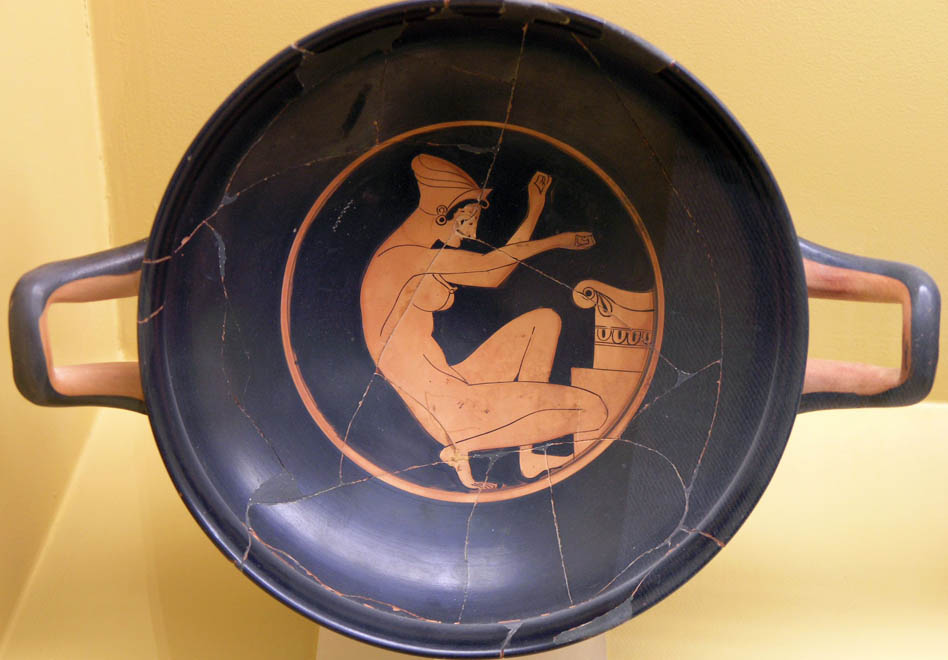
Mujer oficiando en un altar, kílix de figuras rojas por Chairias, c. 505 a. C., Museo de la Antigua Ágora de Atenas.

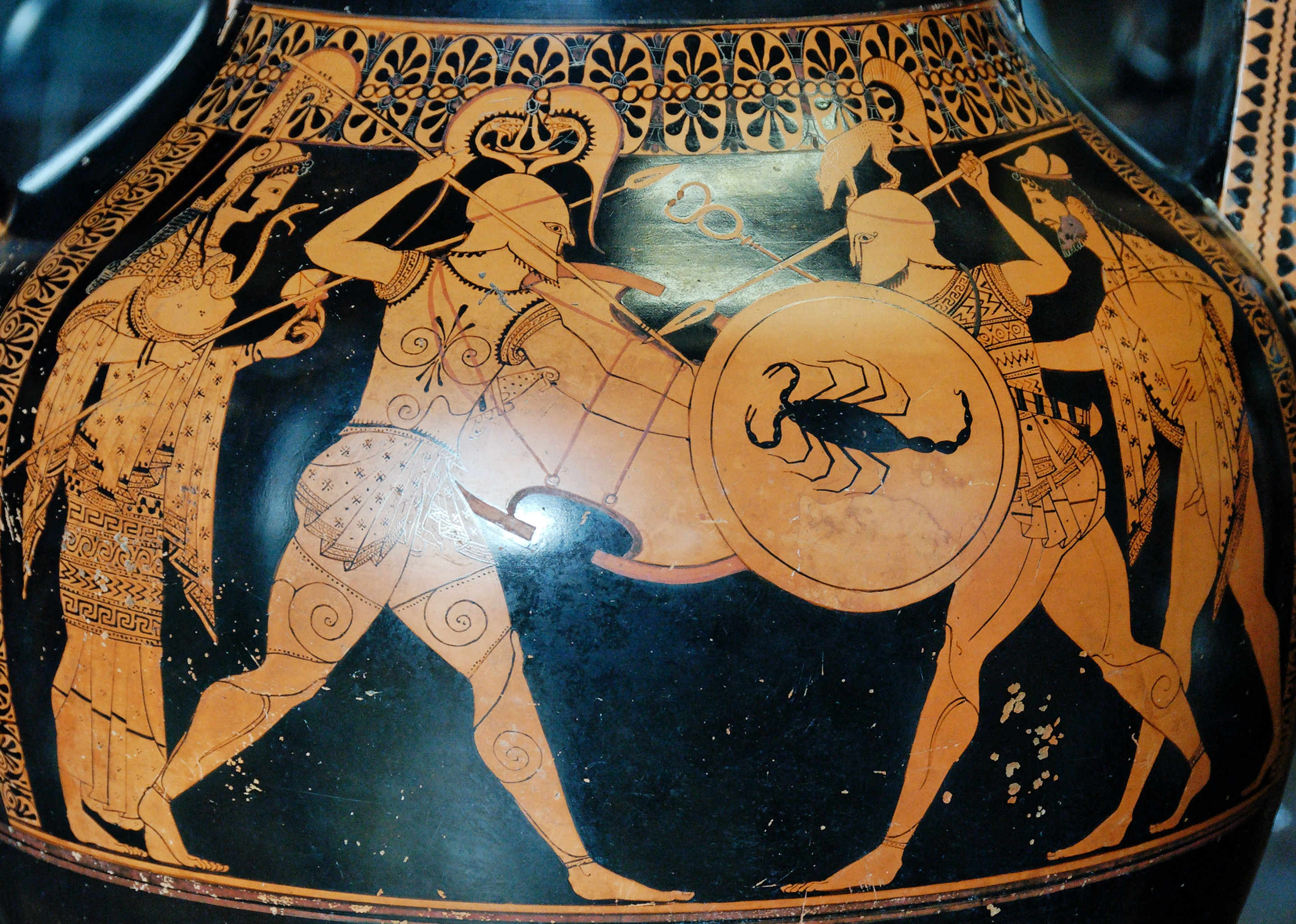
Guerreros, flanqueados por Hermes y Atenea. Ánfora del alfarero Andócides y el Pintor de Andócides, c. 530 a. C. Museo del Louvre.

Alrededor del 530 a. C., en el taller donde trabajaba el Pintor de Andócides, maduraba la innovación tecnológica que iba a imponer el estilo de cerámica de figuras rojas (reservadas a la capa de barniz que cubría enteramente las paredes del vaso), en lugar del tradicional de figuras negras. Andócides reemplazó las figuras negras, excepto en el caso de las ánforas panatenaicas.
Esta nueva técnica permitía una representación más próxima a la realidad, restituyendo a la luz de las imágenes que la antigua técnica definía antinaturalmente con la opacidad de la sombra.
Él, y otros representantes tempranos del estilo, como Psiax, pintaron inicialmente jarrones en ambos estilos, con escenas de figuras negras en una cara y de figuras rojas en la otra. Estos jarrones, como el ánfora panzuda del Pintor de Andoócides (Múnich 2301), se denominan vaso bilingües. Aunque muestran grandes avances frente al estilo de figuras negras, las figuras siguen pareciendo algo rebuscadas y rara vez se superponen. Las composiciones y técnicas del estilo más antiguo siguieron utilizándose. Así, las líneas incisas son bastante comunes, al igual que la aplicación adicional de pintura roja ("rojo añadido") para cubrir grandes áreas[4].
Los nuevos pintores de figuras rojas, como el Pintor de Andócides y Psiax que se habían formado en el estilo de figuras negras siguieron utilizando la antigua técnica durante unos treinta años, a menudo empleando ambas en el mismo vaso (cerámica bilingüe) con escenas de figuras negras en una cara y de figuras rojas en la otra, o utilizando incisiones para algunos de los detalles de las figuras rojas, como el pelo, cuyo contorno se grababa sobre el fondo negro. Los vasos bilingües, como el Ánfora panzuda del Pintor de Andocides (Múnich, Staatliche Antikensammlungen, número de inventario 2301), aunque muestran grandes avances frente a la técnica de figuras negras, las figuras siguen pareciendo algo rebuscadas y rara vez se superponen. Las composiciones y técnicas del estilo más antiguo siguieron utilizándose. Así, las líneas incisas son bastante comunes, al igual que la aplicación adicional de pintura roja (“rojo añadido”) para cubrir grandes áreas.
La persistencia de las figuras negras en el primer periodo de figuras rojas indica que la búsqueda de una nueva forma de pintar fue principalmente una elección de los propios pintores y no una adaptación a las demandas del mercado.
La nueva técnica cerámica fomentó un alto grado de especialización entre los artistas. En la época de las figuras rojas, esta se diferenciaban en pintores de vasos y pintores de copas; las firmas plasmadas atestiguan también numerosos movimientos de autores entre los distintos talleres, dentro de los cuales la obra asumía así características más industriales.
En los primeros treinta años del sigloV a. C. la técnica alcanzó su máxima expresión en el Ática, y a partir de ese momento inició una fase de decadencia que la condujo a mediados de siglo a un estilo por entonces académico y manierista; el resultado de la guerra del Peloponeso en el año 404 a. C., privó a Atenas de su floreciente mercado en Occidente, y la cerámica ática de figuras rojas terminó su curva descendente hacia el 300 a. C.
Las figuras rojas áticas fueron populares en todo el mundo griego, imitadas y nunca igualadas; sin embargo, solo en Occidente, en el sur de Italia, dieron lugar a producciones independientes (la escuela apulia es la más destacada) en el tercer cuarto del siglo V a. C. por artistas formados inicialmente en la tradición ática.

## Técnica de figuras rojas

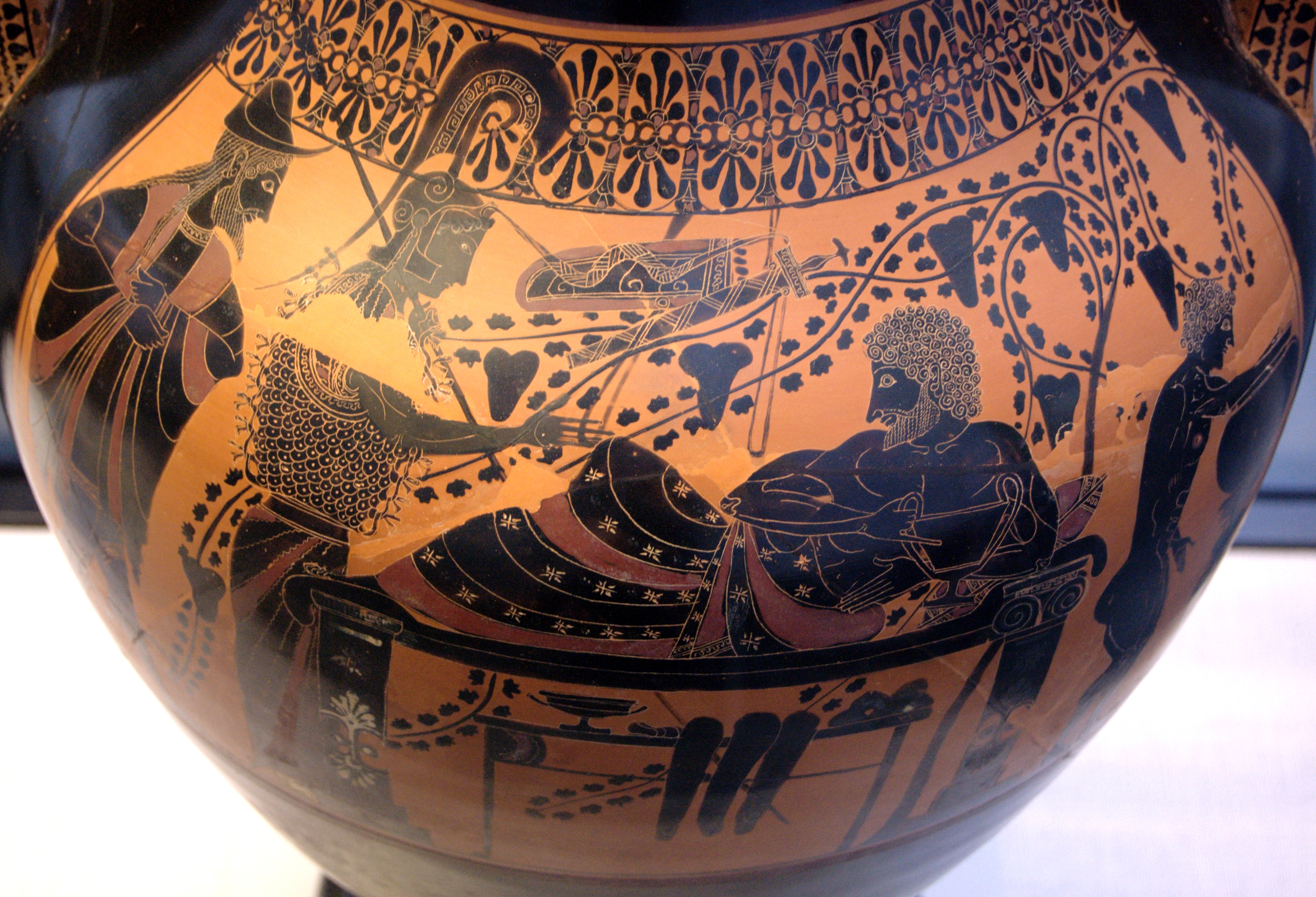
Escena de figuras negras en el Ánfora panzuda del Pintor de Andócides (n.º inv. 2301). Múnich, Staatliche Antikensammlungen.

Crear una pieza de cerámica de figuras rojas requería la estrecha colaboración entre el alfarero y el pintor. El alfarero daría forma a la pieza de arcilla y la entregaba al pintor mientras la arcilla todavía estaba húmeda. El pintor pintaría el vaso usando un instrumento como una bolsa de pastel con una boquilla que accionaba una jeringa de hueso o madera para poner los detalles y colores de fondo. 
Las figuras rojas se obtenían, tras un primer boceto inciso, dibujando las líneas externas y los detalles internos en la arcilla. Las partes externas de las figuras estaban cubiertas por un engobe negro, aplicado para «ahorrar» arcilla de los espacios ocupados por las figuras. Al final, el aspecto de estas escenas figurativas se asemejaba más a los relieves escultóricos, en los que las figuras de colores claros o coloreados destacaban sobre fondos oscuros, que a la pintura mural, que se aplicaba preferentemente sobre un fondo claro  Los detalles y contornos de las figuras se trazaban con un pincel y pintura diluida o en relieve; la pintura diluida, más clara, se utilizaba también para colocar los fondos planos. En comparación con la técnica de las figuras negras, las figuras rojas daban un nuevo relieve a la forma del vaso, realzando el contorno con el fondo negro. Las libertades concedidas por la nueva técnica permitieron a los pintores profundizar en el estudio y la representación de la anatomía humana y del cuerpo en movimiento. Tras una primera cocción era posible aplicar otras capas de pigmento blanco o púrpura, que, sin embargo, se utilizó siempre poco, al menos hasta finales del siglo V a. C., cuando una nueva estética introdujo una decoración que hacía un amplio uso del blanco y el oro.

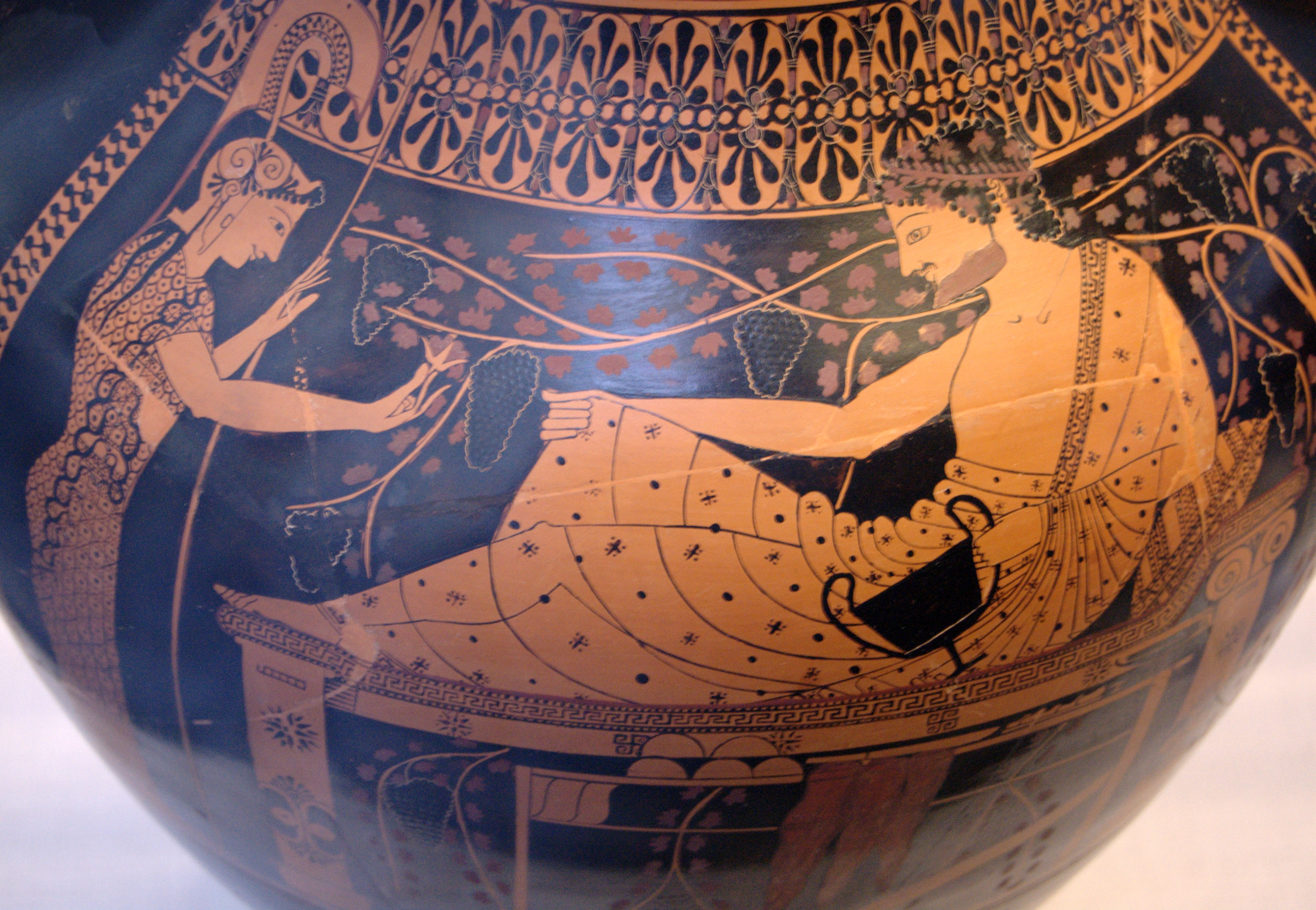
Escena de figuras rojas en el Ánfora panzuda del Pintor de Andócides (Múnich, n.º inv. 2301). Staatliche Antikensammlungen.

Tanto las figuras negras con las rojas se realizaban mediante la técnica de cocción en tres fases. Las pinturas se aplicaban a las vasos ya modelados pero sin cocer, una vez que se habían secado hasta alcanzar una textura correosa y casi quebradiza. En el Ática, la arcilla normal sin cocer era de color naranja en esta fase. Los contornos de las figuras previstas se dibujaban con un raspador romo, dejando un ligero surco, o con carbón vegetal, que desaparecía por completo durante la cocción. A continuación, los contornos se volvían a dibujar con un pincel, utilizando una arcilla brillante engobe. En ocasiones, el pintor decidía cambiar un poco la escena figurativa. En estos casos, a veces quedan visibles los surcos del boceto original. Los contornos importantes se dibujaban a menudo con un engobe más grueso, lo que daba lugar a un contorno ligeramente sobresaliente (línea de relieve); las líneas menos importantes y los detalles internos se dibujaban con arcilla brillante diluida.
En este punto se aplicaban detalles en otros colores, como el blanco o el rojo. La línea de relieve se dibujaba probablemente con un pincel de cerdas o de pelo, mojado en pintura espesa. La sugerencia de que una aguja hueca podría explicar tales características parece algo improbable. La aguja hueca, o jeringa, fue propuesta por Noble (1965). La primera publicación del método del pelo es obra de Gérard Seiterle. La aplicación de los contornos en relieve era necesaria, ya que, de lo contrario, la arcilla brillante, más bien líquida, habría resultado demasiado opaca. Tras la fase inicial de desarrollo de la técnica, se utilizaron ambas alternativas, para diferenciar mejor las gradaciones y los detalles. El espacio entre las figuras se rellenaba con un engobe de arcilla gris brillante. A continuación, los vasos se sometían a una cocción de tres fases, durante la cual la arcilla brillante alcanzaba su característico color negro o negro-marrón a través de la reducción-oxidación, el color rojizo por una reoxidación final. El proceso fue redescubierto y publicado por primera vez por Theodor Schumann. Dado que esta fase final de oxidación durante la cocción se utilizaban temperaturas más bajas, las partes vidriadas del vaso no se volvían a oxidar de negro a rojo: su superficie más fina se fundía (sinterización) en la fase reductora, quedando protegida del oxígeno.
Debido a que la pintura solamente contraía el color una vez la pieza era horneada, el pintor tenía que pintar casi completamente de memoria, incapaz de ver su trabajo previo.

Adicionalmente, los colores podían ser aplicados mientras la arcilla todavía estaba húmeda, así que el pintor tenía que trabajar muy rápidamente. En las grandes cráteras pintadas con la técnica de figuras rojas, esto significaba que decenas de miles de líneas habían sido aplicadas, cada una terminaba precisamente en el punto exacto para impedir coincidencias en el intrincado detalle de la obra. A pesar de estas restricciones, los pintores de figuras rojas desarrollaron un estilo intrincado y detallado. 
Los pintores que trabajaban en la técnica de figuras negras tenían que mantener sus figuras bien separadas unas de otras y limitar la complejidad de su ilustración; desde que todos elementos del primer plano eran cubiertos con la misma sombra negra, dos figuras que coincidieran podrían resultar indistinguibles. El detalle anatómico más allá del simple esbozo era casi imposible en el estilo de figuras negras, cuando solo un número limitado de colores (principalmente, un blanco crudo) destacaría sobre las figuras negras. 
Por contraste, la técnica de figuras rojas permitió la mayor libertad. Cada figura fue silueteada naturalmente contra el fondo negro, como si fuera iluminada por luz teatral, y el más natural esquema de rojo sobre negro, en conjunción con la variedad más grande de colores que el artista podía emplear, permitió que los pintores de figuras rojas retrataran los detalles anatómicos con más exactitud y variedad. 
La nueva técnica tenía la ventaja principal de permitir una ejecución mucho mejor de los detalles internos. En la pintura de vasos de figuras negras, estos detalles tenían que ser rayados en las superficies pintadas, lo que era siempre menos preciso que la aplicación directa de los detalles con un pincel. Las representaciones de figuras rojas solían ser más vivas y realistas que las de figuras negras. Además, contrastaban mejor con los fondos negros. Ya era posible representar a los seres humanos no solo de perfil, sino también en perspectiva frontal, trasera o de tres cuartos. La técnica de las figuras rojas también permitía indicar una tercera dimensión en las figuras. Sin embargo, también tenía desventajas. Por ejemplo, la distinción del sexo mediante el uso de la barbotina negra para la piel masculina y la pintura blanca para la femenina era ya imposible. La tendencia a representar a los héroes y a las divinidades desnudos y en edad juvenil también hacía más difícil distinguir los sexos a través de las vestimentas o los peinados. En las fases iniciales, también hubo errores de cálculo en cuanto al grosor de las figuras humanas.
En la pintura de vasos de figuras negras, los contornos prediseñados formaban parte de la figura. En los jarrones con figuras rojas, el contorno formaba parte del fondo negro después de la cocción. Esto hizo que los jarrones tuvieran figuras muy delgadas al principio. Otro problema era que el fondo negro no permitía representar el espacio en profundidad, por lo que casi nunca se intentaba la perspectiva espacial. Sin embargo, las ventajas superaban a los inconvenientes. La representación de músculos y otros detalles anatómicos ilustra claramente el desarrollo del estilo.
El grupo pionero de pintores en particular usó la técnica de figuras rojas para conseguir un naturalismo no visto antes en estilos anteriores. Humanos y animales fueron retratados en poses naturalistas con anatomía esquemática pero exacta, y la técnica del escorzo y perspectiva de ilusionista fue desarrollada para explotar la relativa libertad del método de figuras rojas. Artistas posteriores, explorando los límites de la técnica figuras rojas, reintroducen el blanco como un color de detalle (casi abandonado al final de la técnica de figuras rojas) y el extendido uso del dorado se integró en el estilo de figuras rojas.

## Ática

### Período arcaico temprano (530-500a.C.)

#### Pintores

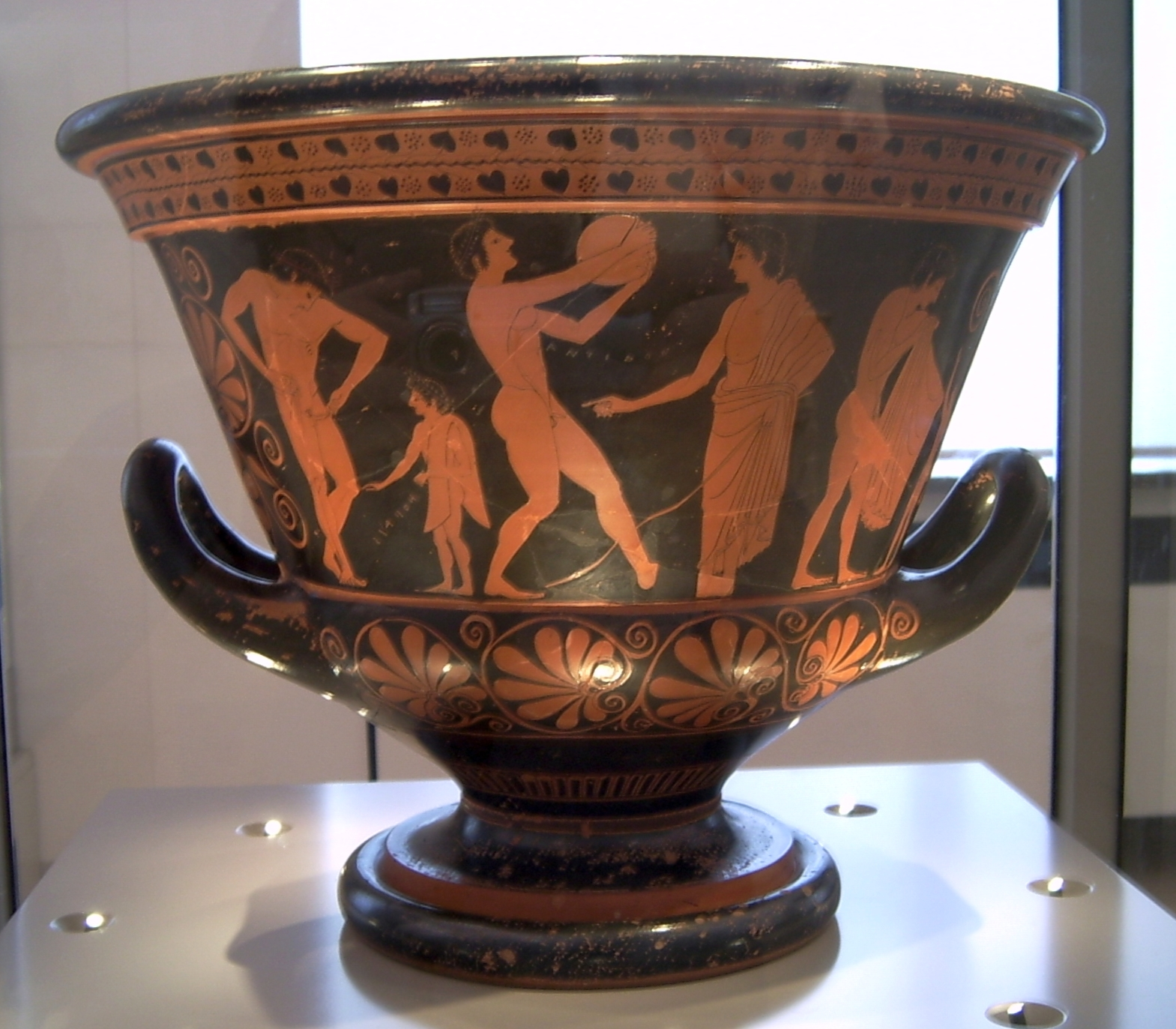
Crátera con una escena de palestra: atletas preparándose para una competición, atribuida a Eufronio, c. 510/500 a. C., Antikensammlung Berlin.

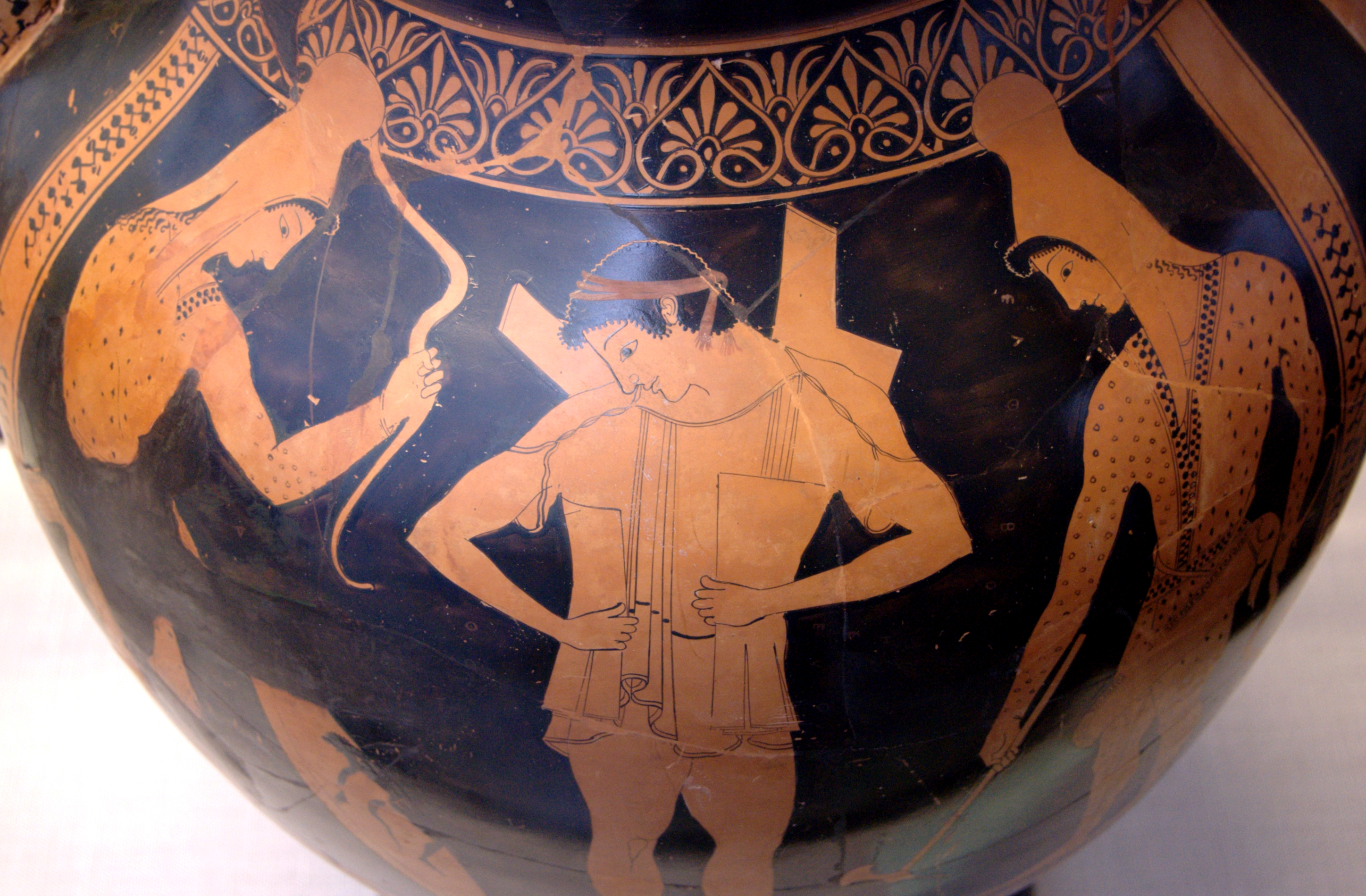
Hoplita colocándose la armadura. Cara A de un ánfora de figuras rojas de Eutímides, 510–500 a. C., Staatliche Antikensammlungen (N.º de inv. 2308).

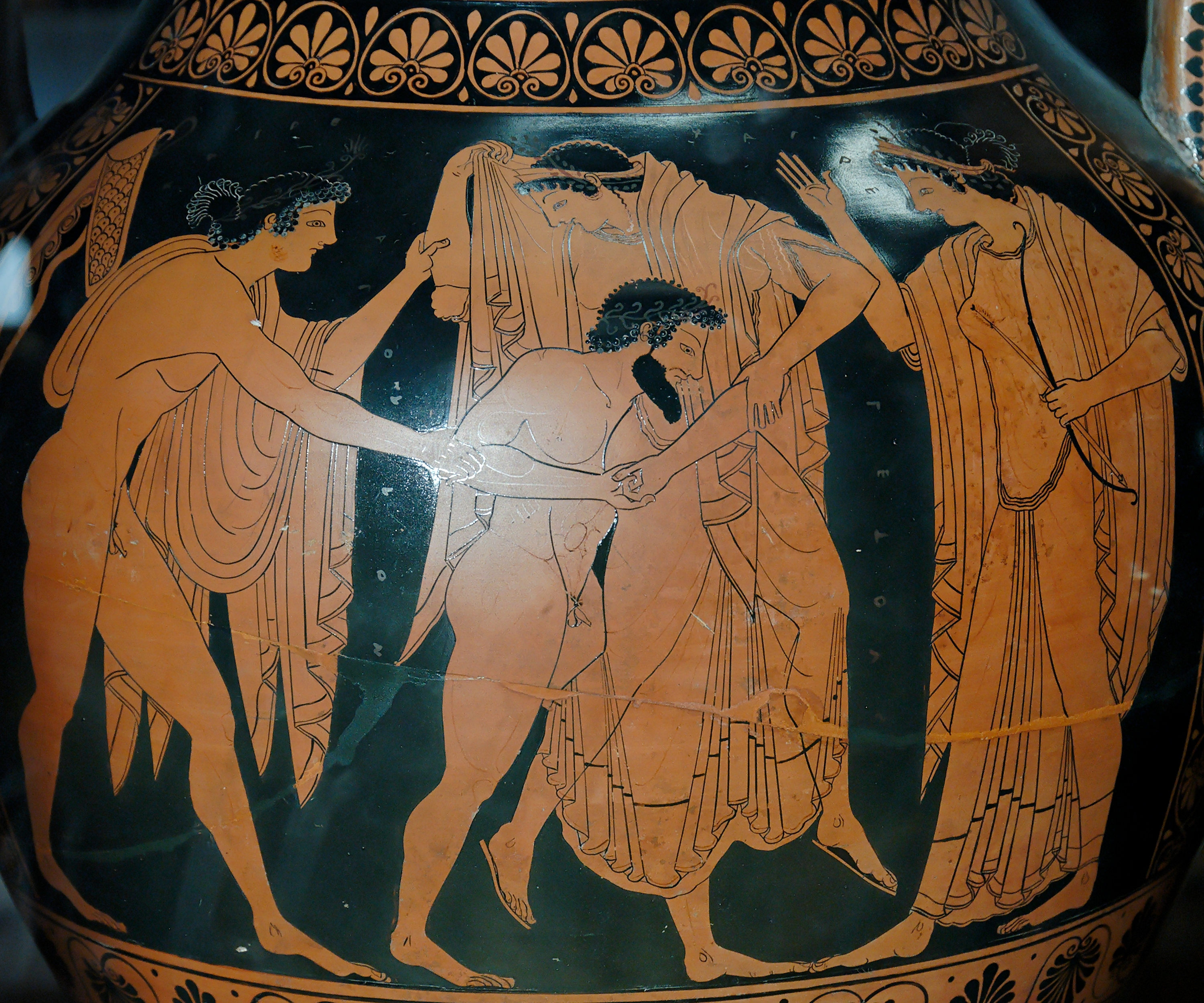
El rapto de Leto por Ticio, lado A de una ánfora de Fincias, c. 515 a. C. Museo del Louvre.

La cronología absoluta de las primeras figuras rojas áticas está ligada al nombre de Ernst Langlotz y a un trabajo suyo de 1920; desde entonces, a pesar de diferentes intentos de revisión, no ha cambiado. El método seguido por Langlotz fue la comparación estilística con esculturas de los siglos VI y V a. C., lo que le llevó a reconocer la cercanía entre las vestimentas del friso del Tesoro de los sifnios en Delfos (datadas ciertamente por las fuentes literarias en 530-525 a. C.) y las de las figuras de los vasos del Pintor de Andócides, que dieron una primera impronta al estilo.
Pioneros de esta pintura de figuras rojas en las últimas décadas del siglo VI a. C., fueron Eufronio, Eutímides y Fincias, asociados en el arte y en la vida, como se deduce del vivo intercambio de réplicas, como un diálogo entre colegas, que se aprecia en las numerosas inscripciones en sus vasos.
Este grupo, reconocido y definido por los estudiosos del siglo XX, experimentó con las diferentes posibilidades que ofrecía el nuevo estilo. Así, las figuras aparecieron en nuevas perspectivas, como vistas frontales o traseras, y se experimentó con escorzos de perspectiva y composiciones más dinámicas. 
En tanto que las frecuentes referencias a jóvenes aristócratas sugieren contactos con el ambiente de la juventud dorada ateniense. Eufronio o Eutímides obtuvieron las consecuencias fundamentales en cuanto a diseño y composición con la acentuación del estudio anatómico para una mayor unidad estructural de los cuerpos y un movimiento más realista manteniendo la adherencia a la superficie plana del vaso. Incluso la representación de la ropa se convirtió en este período en un motivo de interés y estudio y los escenarios de la vida cotidiana, en particular los gimnasios y las veladas en los simposios, acompañaron con mayor frecuencia a los de temática mitológica.
La trayectoria de Eufronio, cortada demasiado pronto por algún problema visual (es una hipótesis de John Beazley), se caracteriza por la energía con que se enfrenta al escorzo y al análisis de la anatomía masculina, en consonancia con la evolución de la escultura contemporánea, especialmente en los bajorrelieves. Eufronio introdujo la líea de relieve. 
Eutímides, por el contrario, es el paradigma de una tendencia sintética, en la que la fluidez del contorno atenúa la crudeza del despiece de la musculatura.
Si los citados pioneros pintan habitualmente sobre recipientes de grandes dimensiones, que exaltan su inclinación por lo monumental, un cálculo estadístico revela que, durante el primer período de las figuras rojas, ocho de cada diez vasos pintados son de tipo kílix, es decir, copas con dos asas cuya decoración comprende no solo las paredes externas, sino que se extiende a la superficie circular interior (el llamado tondo).
Entre los contemporáneos del Grupo pionero, los más hábiles son Olto, Epicteto y Escita. Aunque en un principio no está clara la diferencia entre los pintores de copas y los pintores de grandes vasos, los dos primeros deben ser considerados los mejores pintores de copas de la época, responsables de la transición de la copa ática bilingüe, con interior de figuras negras y exterior de figuras rojas, a la verdadera copa de figuras rojas. Olto está dotado de una gran habilidad y tiene un estilo noble heredado del Pintor de Andócides. Epicteto es un dibujante más talentoso dotado de gracia y habilidad natural.

#### Tipología de vasos
Ya a mediados del siglo VI a. C., el ánfora de perfil continuo había ganado mayor popularidad que las otras formas más angulares, y en la década del 530 a. C., se había generalizado el vaso caracterizado por una sola línea que seguía el perfil del recipiente y del tallo (el vaso de tipo B). Esta tendencia a la suavidad en las formas vasculares crece en el periodo temprano de las figuras rojas y es perceptible en las nuevas formas como el pélice y el estamno.
El Grupo pionero inventó nuevas formas de vasoss, lo que se vio favorecido por el hecho de que muchos de los pintores del grupo pionero eran también alfareros. Las nuevas formas incluyen el psíctero y la pélice. Las grandes cráteras y ánforas se hicieron populares en esta época. Aunque no hay indicios de que los pintores se considerar a sí mismos como un grupo en la forma en que lo hacen los estudiosos modernos, hubo algunas conexiones e influencias mutuas, quizá en un ambiente de competencia y estímulo amistoso. Así, un jarrón de Eutimides lleva la inscripción «como Eufronio nunca [hubiera podido]». De forma más general, el Grupo pionero tendía a utilizar inscripciones. La rotulación de figuras mitológicas o la adición de inscripciones kalós son la norma más que la excepción.

### Periodo arcaico tardío (500-480a.C.)

#### Pintores

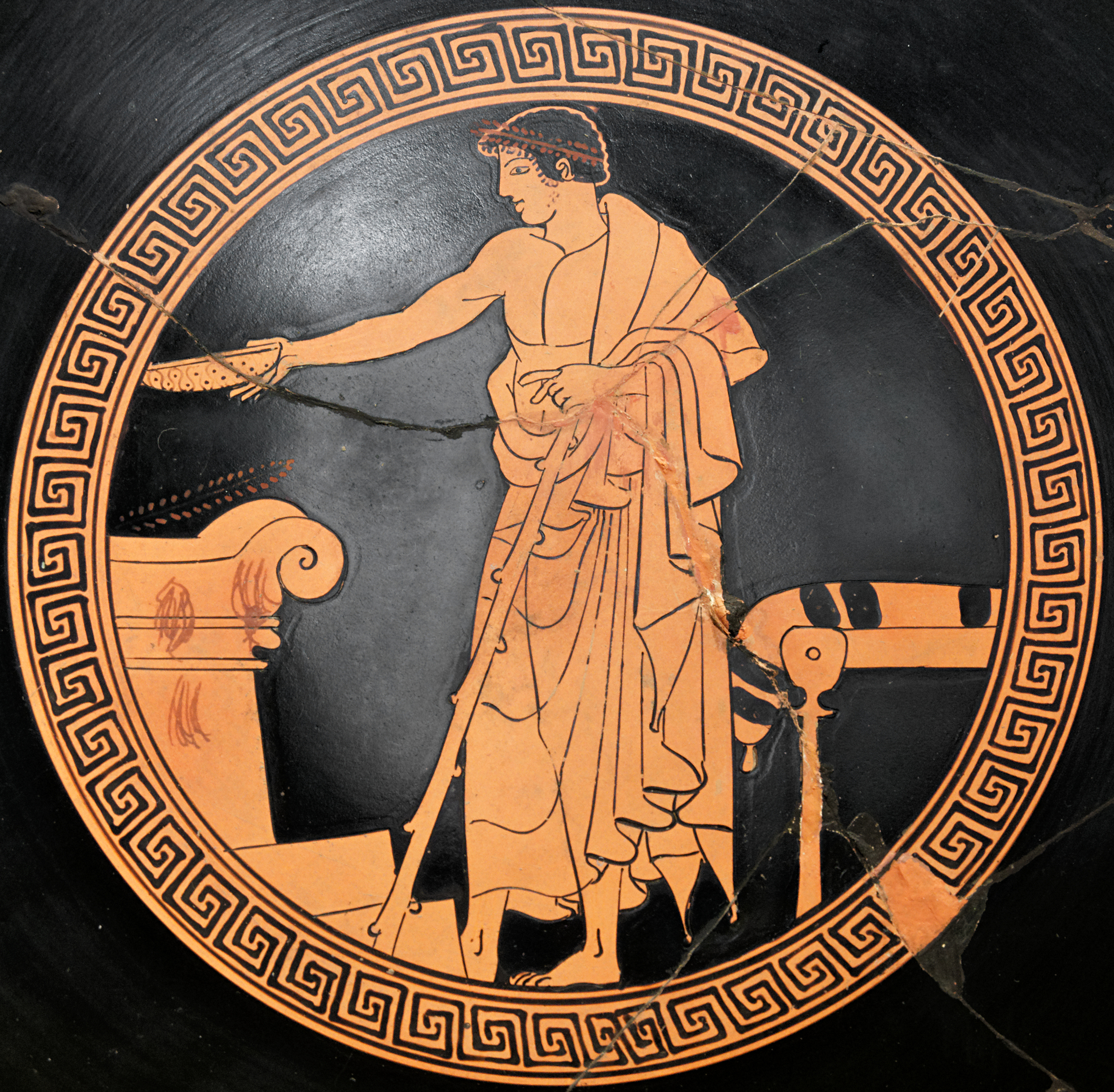
Joven realizando una libación, interior de una copa de Macrón, c. 480 a. C. Museo del Louvre.

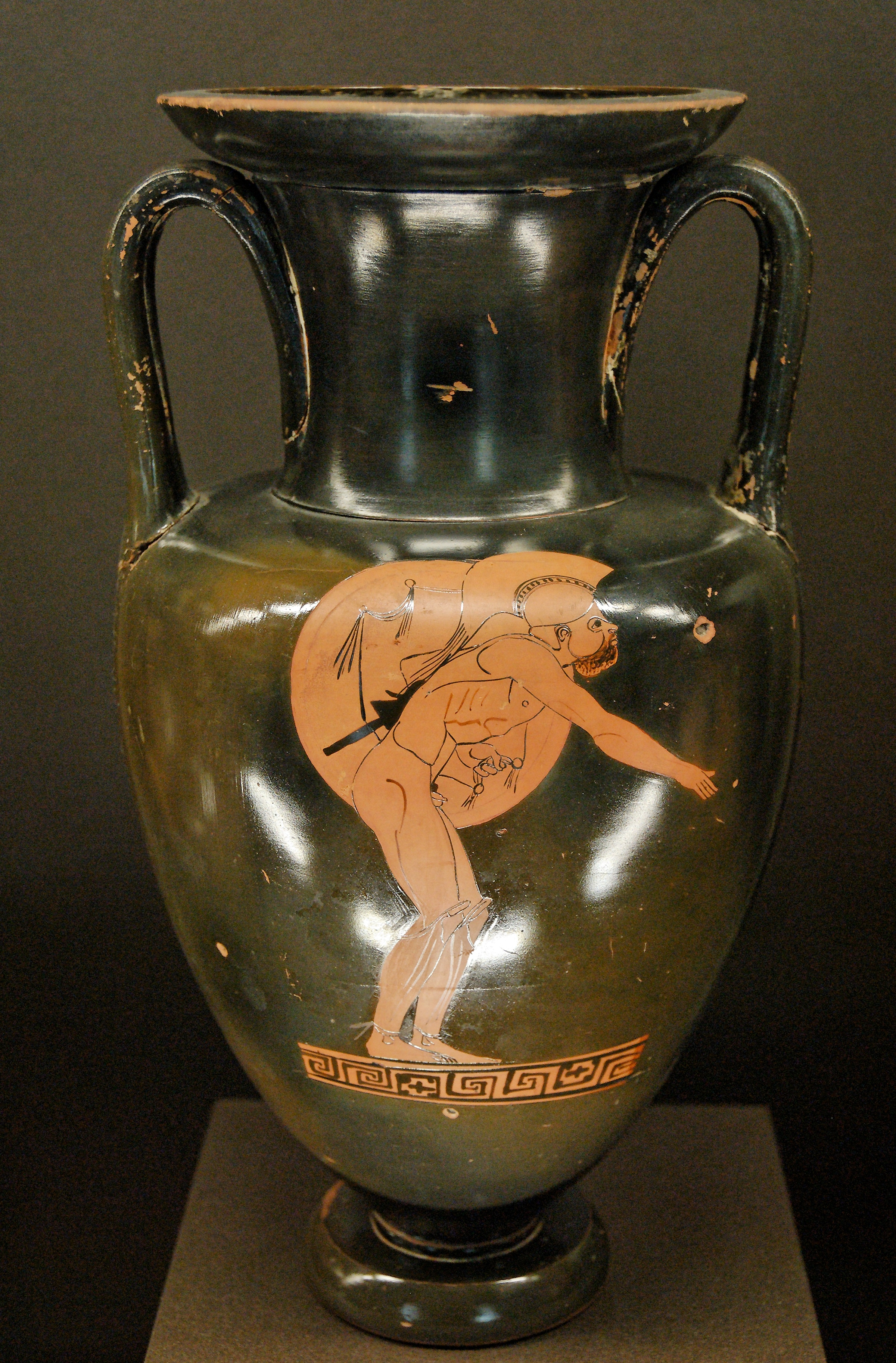
Ánfora de cuello que representa a un atleta corriendo el hoplitódromo. Pintor de Berlín, c. 480 a. C. Museo del Louvre.

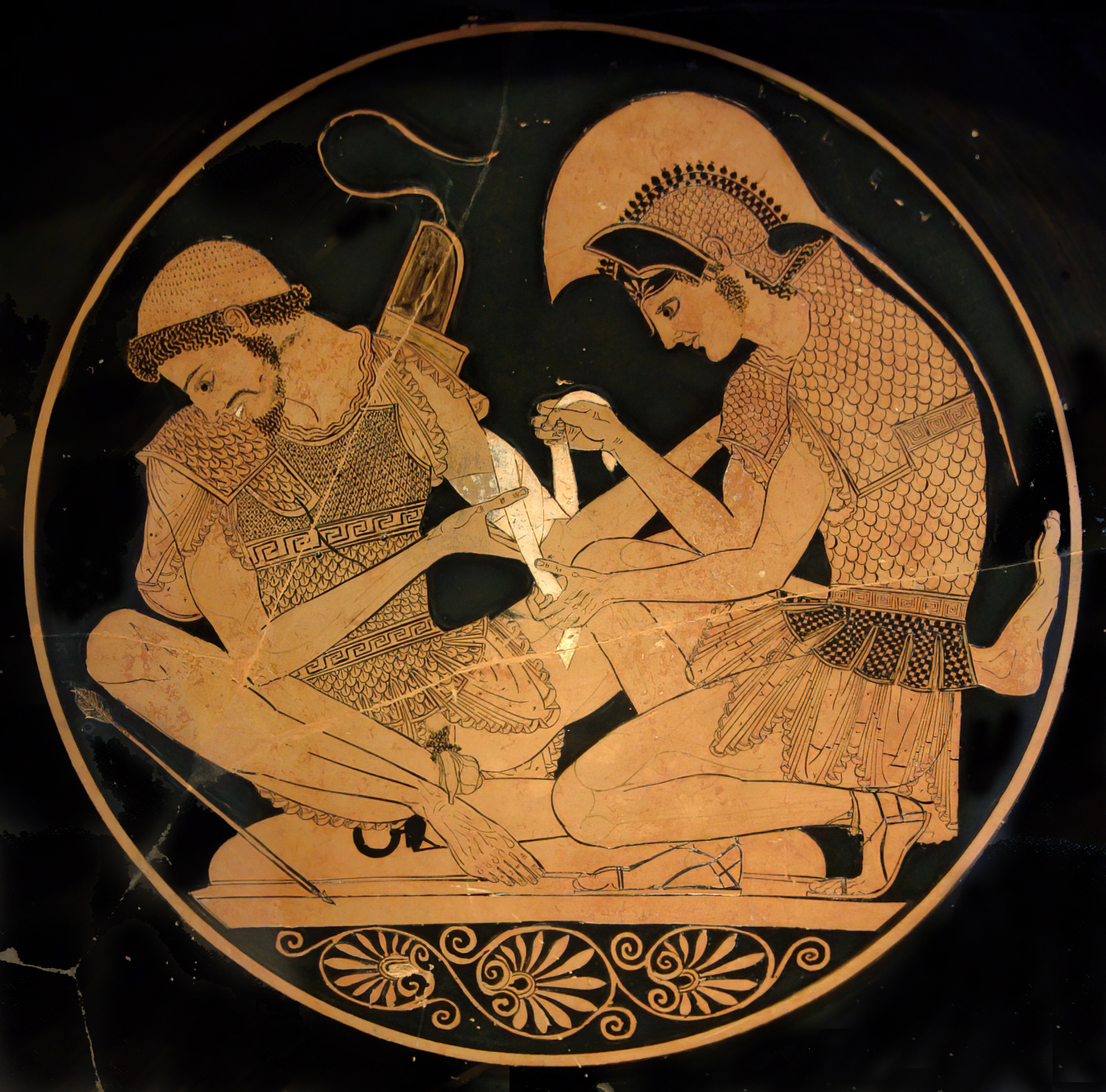
Aquiles curando a Patroclo herido por una flecha. Tondo de un kílix ático del Pintor de Cleofrades. C. 500 a. C. Altes Museum.

Tras las grandes innovaciones en materia de representación anatómica y de movimiento aplicadas en el periodo anterior, las dos primeras décadas del siglo V a. C. condujeron a la mejora de los elementos de detalle y a la estabilización de la técnica. Al contrario que en la escultura contemporánea, que se dirigía hacia el estilo severo, el esquematismo arcaico no fue abandonado totalmente por la pintura sobre jarrones, un arte esencialmente decorativo, y fue en este momento cuando las artes comenzaron a divergir.
La división entre los pintores de grandes vasos y los pintores de copas se profundizó. El período de veinte años estuvo dominado por seis artesanos de calidad superior, una generación nacida de la experiencia del Grupo pionero: dos decoradores anónimos de grandes vasos, el Pintor de Cleofrades y el Pintor de Berlín, y cuatro personalidades que se distinguieron principalmente en la decoración de vasos, Macrón, Onésimo, el Pintor de Brigos y Dúrides, dotado de una extraordinaria longevidad artística (del 500 al 460 a. C.).

#### Tipología de vasos
Las ánforas que reproducían la forma típica del ánfora panatenaica u otras pequeñas ánforas simplemente decoradas y llamadas ánforas de Nola sustituyeron en gran medida al ánfora de perfil continuo. Las figuras destacaban aisladas en los vasos pintados en negro, que carecían de bandas y tenían una única decoración como línea base, a menudo un meandro. Otras formas siguieron siendo frecuentes, como el pélice, el estamno y la crátera de diversos tipos. El lécito se hizo popular en la versión de fondo blanco. El kílix más extendido era de perfil continuo con una decoración adaptada a la nueva tipología. El kílix es la forma claramente preferida en las etapas tardoarcaica y severa. Muchos han llegado hasta nosotros gracias a la popularidad que tuvieron en el mercado de exportación a Italia. Especialistas en su decoración son, entre muchos otros, Olto y Epicteto, el Pintor de Panecio y Onésimo (estos dos últimos, de la escuela de Eufronio, pudieran ser tal vez una misma persona en dos fases distintas de su evolución estilística), el Pintor de Brigos y Macrón, más recientes, y Dúrides. Con frecuencia se emplearon formas de vasos nuevas o modificadas, como el ánfora de Nola y los vasos de tipo ascos y dinos. Aumentó la especialización en pintores de vasos y copas por separado.
Una especie de grandiosa recapitulación de la realidad, cotidiana y heroica, individual y colectiva, en todos los registros posibles, desde el violento de la orgía y la guerra hasta el imperturbable de los dioses, discurre por las bandas continuas exteriores y se reinterpreta, con episodios fuertemente alusivos, en la superficie interior de los vasos.
Una de las principales características de este estilo de pintura de vasos áticos de gran éxito es el dominio del escorzo de la perspectiva, que permite una representación mucho más naturalista de las figuras y las acciones. Otra característica es la drástica reducción de las figuras por vaso, de los detalles anatómicos y de las decoraciones ornamentales. En cambio, el repertorio de escenas representadas aumentó. En las representaciones de héroes, Heracles cede la primacía a Teseo, en el clima ideológico de la nueva democracia codificada por el legislador Clístenes.
El desnudo masculino, y también el femenino luego, de mano de Onésimo, asume una gran coherencia estructural, exaltada por el gesto atlético; y hasta expresiones propias del anciano y el joven comienzan a manifestarse en la rica gama del Pintor de Brigos.
La mejora de la calidad fue acompañada de una duplicación de la producción durante este periodo. Atenas se convirtió en la principal productora de cerámica fina de la cuenca mediterránea, eclipsando a casi todos los demás centros de producción.

### Período clásico temprano (480-450a.C.)

#### Pintores

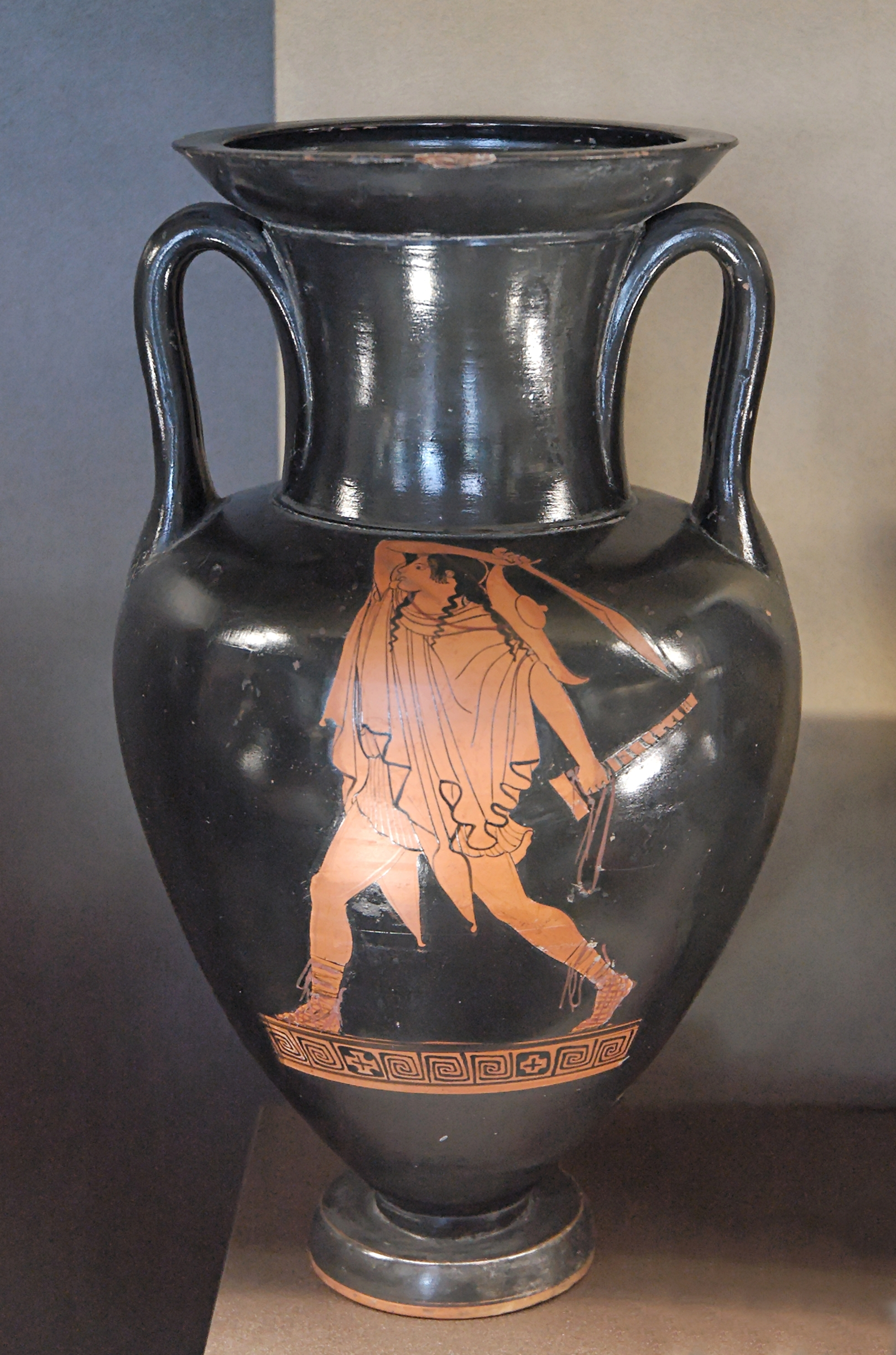
Ánfora de cuello del Pintor de Providence, un joven blandiendo una espada, c 470 a. C. Museo del Louvre.

Las dos personalidades más representativas de la segunda generación de los pintores de figuras rojas, en las tres o cuatro décadas que van desde la caída de los pisistrátidas a la doble victoria del imperialismo ateniense, son el Pintor de Cleofrades y el Pintor de Berlín, divergentes y complementarios: el primero, quizá corintio, discípulo de Eutímides, que no se cansa de ensayar las posibilidades comunicativas de la narración pictórica, y el de Berlín, un temperamento contemplativo, que con caligrafía nítida y seguridad absoluta de trazo, dibuja en cada lado del vaso una o pocas figuras, aislada de un contexto narrativo jamás explícito pero sobreentendido siempre.
A pesar de los avances en la decoración figurativa de los vasos, algunas de las innovaciones introducidas por los grandes pintores del periodo anterior y derivadas quizá de la pintura mural siguieron sin ser aceptadas durante mucho tiempo, como por ejemplo la mueca de dolor de Patroclo en la conocida Copa de Sosias (Berlín, Antikensammlung F2278) o la particular forma compositiva elegida por el Pintor de Cleofrades para la hidria con las escenas de la Iliupersis. La pintura en vasos había seguido sus propias reglas hasta que en el segundo cuarto del siglo V a. C. aparecieron nuevos esquemas compositivos, dotados de mayor libertad y alejados de la compostura del periodo arcaico. Si la revolución de finales del siglo VI a. C. en el seno de la cerámica ática había sido inducida por las innovaciones relativas a las figuras individuales y que miraban a la escultura contemporánea, los nuevos cambios introducidos por la nueva generación miraban a la pintura mural. La consecuencia de ello fue la pérdida de la búsqueda de la unión entre forma y decoración, al tiempo que se desarrollaron nuevas actitudes y nuevas formas de representar los sentimientos. Las composiciones que imitaban las pinturas murales consistían a veces en grandes figuras colocadas sobre diferentes líneas de fondo (la composición de Polignoto, según Pausanias), frecuentes fueron los temas épicos relacionados temáticamente con las guerras médicas, como las amazonomaquias, y no es casualidad que en estos años se desarrollara la nueva técnica de fondo blanco que hacía que los vasos se parecieran más a las pinturas. 

#### Tipología de vasos
En estos años no se produce la creación de nuevas formas mientras que las del periodo anterior son elaboradas y tienden a asumir una elegancia forzada. Las más comunes son el ánfora grande de cuello marcado y la pequeña ánfora de Nola. 

### Período clásico (450-425a.C.)

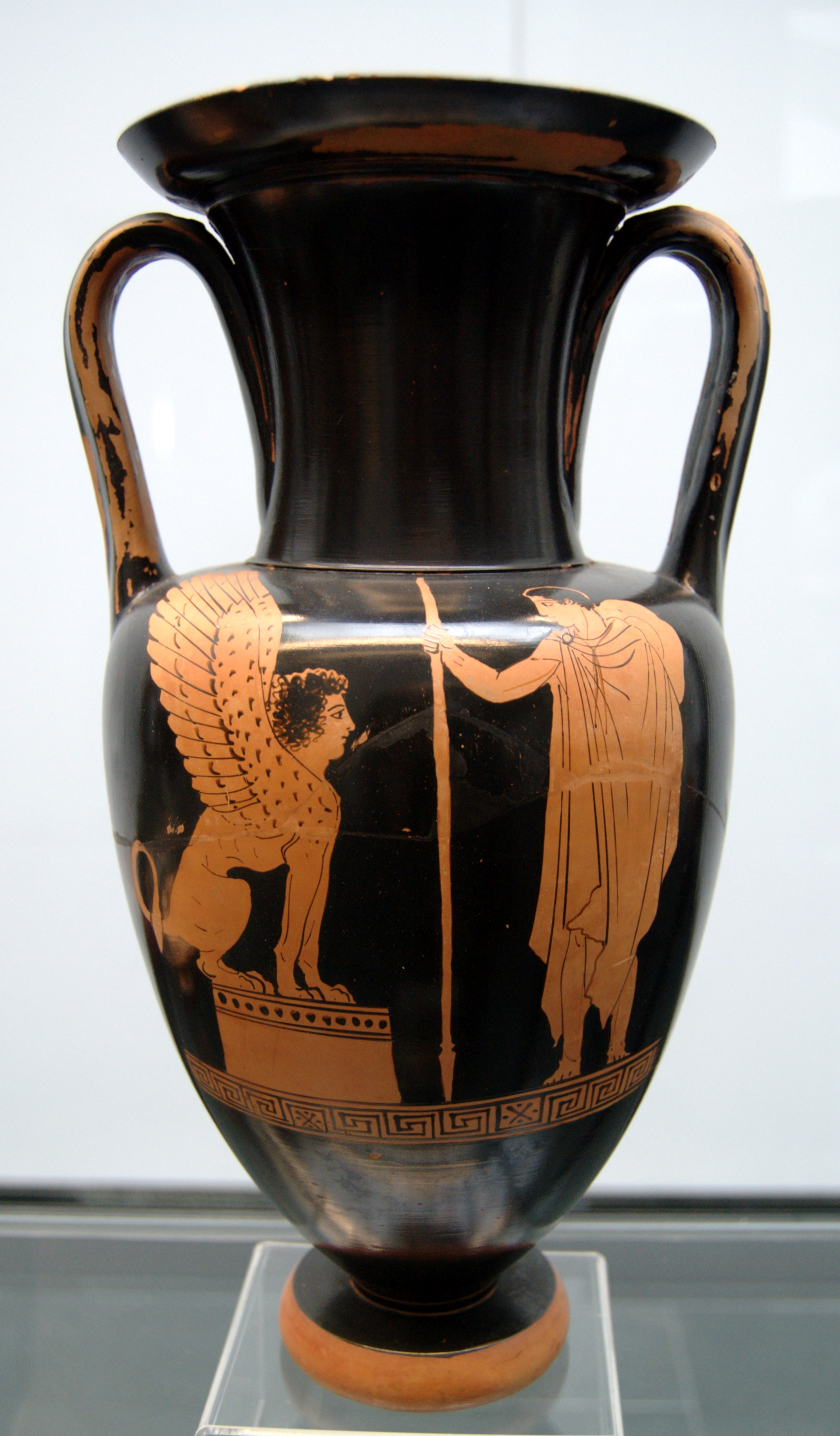
Edipo y la esfinge, ánfora de Nola del Pintor de Aquiles, c. 440-430 a. C. Staatliche Antikensammlungen.

En el tercer cuarto del siglo V a. C., la pintura de vasos estaba dominada por un ideal de dignidad humana que recuerda a las esculturas contemporáneas del Partenón. La influencia de la decoración escultórica del recién erigido Partenón, es especialmente visible en la representación de las prendas de vestir. La ropa adquirió una cadencia más natural y la anatomía de los cuerpos se hizo aún más precisa. La caída de las telas era más natural y se representaron con más pliegues, lo que condujo a una mayor «profundidad» de la representación. Las composiciones generales se simplificaron aún más. Hubo un mayor uso de las sombras, aunque estas quedaron relegadas a la representación de los objetos y la ropa, mientras que los cuerpos tendieron a mantener una definición lineal. El último de los grandes pintores áticos, el Pintor de Aquiles, fue la principal personalidad vinculada al nuevo estilo monumental y el que fijó el estilo de los populares lécitos funerarios de fondo blanco, con los que la cerámica ática alcanzó la verdadera policromía. El Pintor de la fíala, fue alumno del Pintor de Aquiles y heredó sus figuras alusivas y tranquilas.
La característica principal de las figuras de este periodo, es que suelen ser algo más robustas y menos dinámicas que sus predecesoras. Como resultado, las representaciones ganaban en seriedad, incluso en pathos.  La forma de presentar las escenas también cambió sustancialmente. En primer lugar, las composiciones dejaron de centrarse en el momento de un acontecimiento concreto, sino que, con tensión dramática, mostraban la situación inmediatamente anterior a la acción, implicando y contextualizando así el acontecimiento propiamente dicho. Además, algunos de los otros nuevos logros de la democracia ateniense comenzaron a mostrar su influencia en la pintura de vasos. Así, se pueden detectar influencias de la tragedia y de la pintura mural. Dado que la pintura mural griega se ha perdido casi por completo, su reflejo en los vasos constituye una de las pocas, aunque modestas, fuentes de información sobre ese género artístico. Los artistas ponen especial énfasis en la simetría, la armonía y el equilibrio. Las figuras humanas volvieron a su anterior esbeltez; a menudo irradian una serenidad ensimismada y divina.

#### Pintores

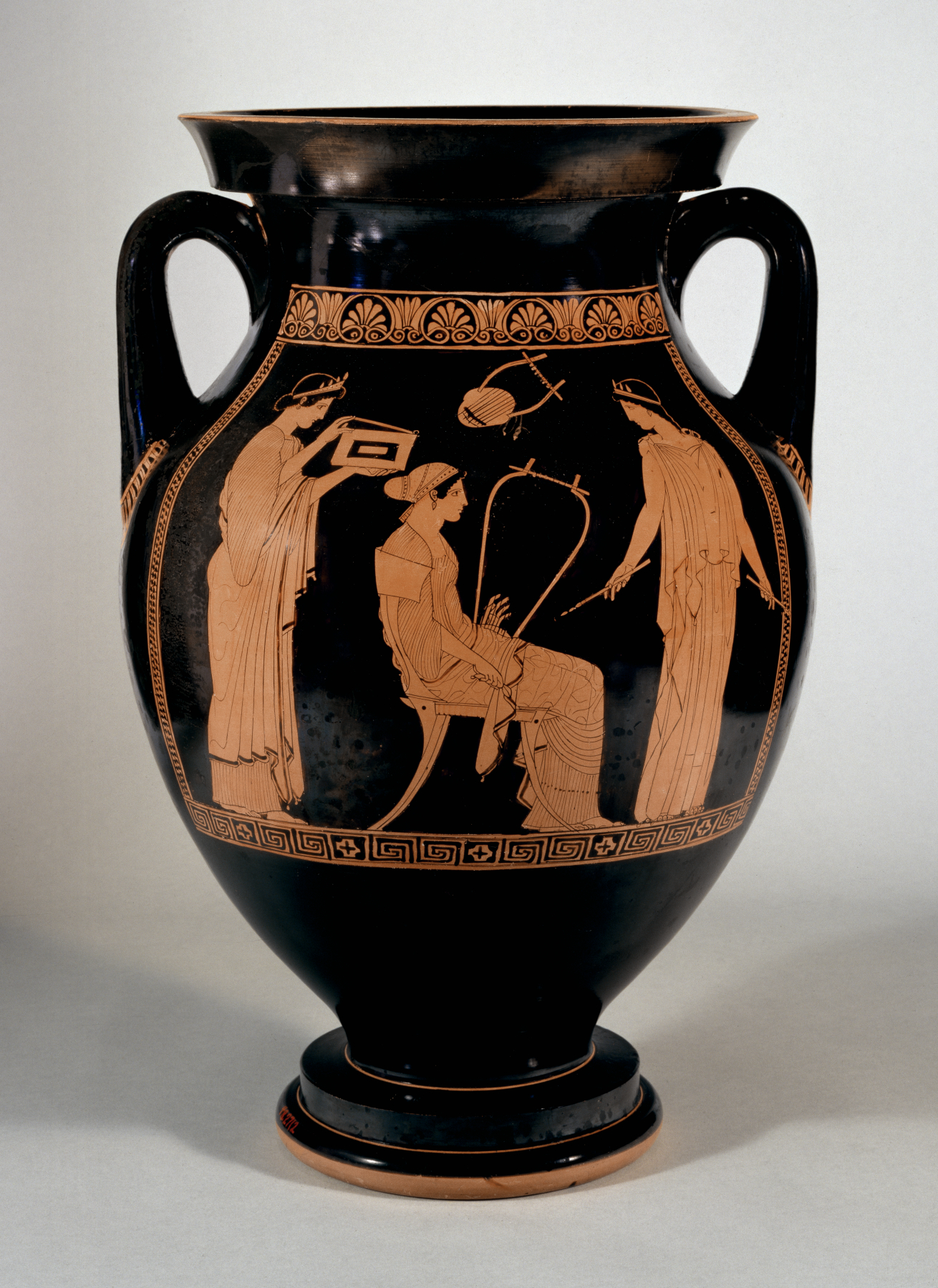
Esta ánfora pintada por el Pintor de los Nióbidas es un ejemplo de su afinidad por las composiciones equilibradas y armoniosas. Museo Walters, Baltimore.

Entre los pintores de este período, Polignoto tuvo una gran influencia, que no debe confundirse con otros dos pintores de vasos contemporáneos del mismo nombre (conocidos como Pintor de Lewis y Pintor de Nausícaa) y con el conocido pintor de pinturas murales, que continuó el estilo monumental y quizás el taller del Pintor de los Nióbidas. En el lado opuesto, el Pintor de Shuválov y el Pintor de Eretria figuran entre los primeros «manieristas» de finales de siglo, ya activos en el tercer cuarto del siglo V a. C. El primero procedía de la escuela de Polignoto aunque prefería los vasos pequeños y las representaciones, el segundo maduró su propio estilo miniaturista, hacia el 430 a. C., que explotaba las decoraciones en relieve y la arcilla dorada.
Alrededor del año 430 a. C., las figuras rojas áticas fueron producidas en el sur de Italia y en Sicilia por artesanos formados en Atenas, de los que surgió una nueva escuela local que tuvo como primeros modelos al Grupo de Polignoto y al Grupo del Pintor de Aquiles. El nacimiento de las escuelas del sur de Italia tuvo probablemente su origen en la fundación de Turios en el año 443 a. C., una colonia panhelénica impulsada por Pericles, en la que participaron muchos atenienses.

### Período clásico tardío (425-400 a.C.)

#### Pintores

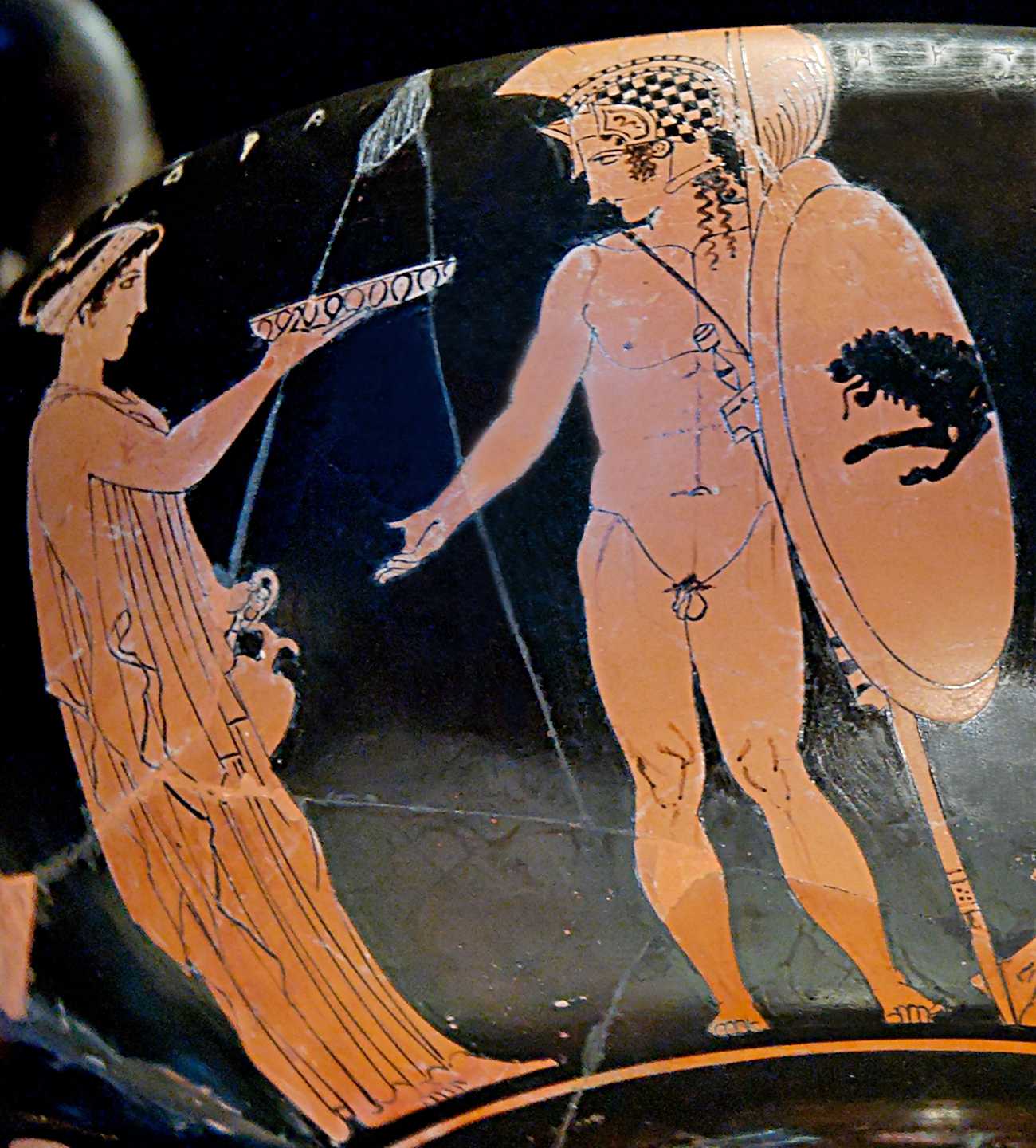
Casandra y Héctor en un cántaros del Pintor de Eretria, c. 425-420 a. C. Gravina in Puglia: Museo Pomarici-Santomasi.

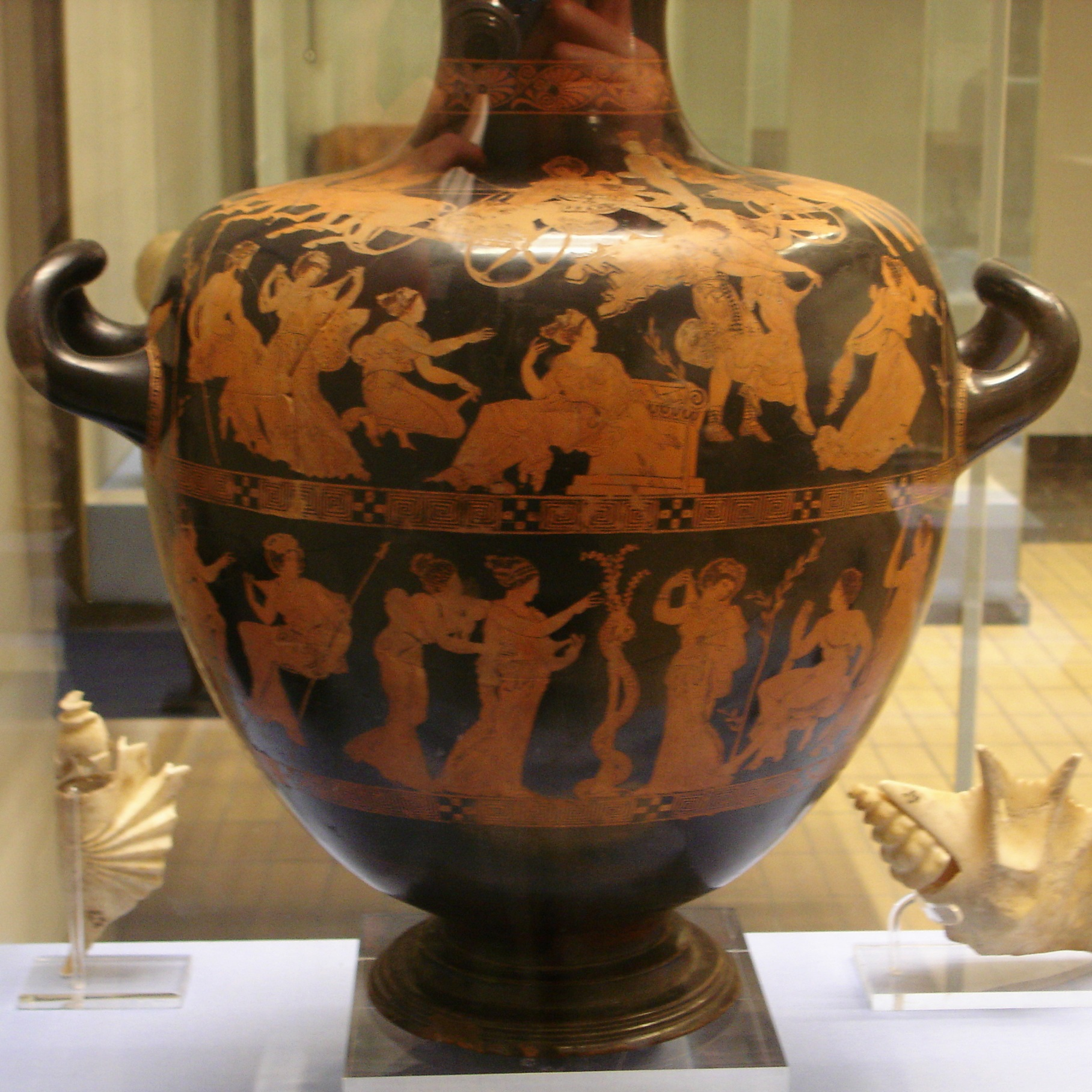
Hidria, vaso epónimo del Pintor de Midias. El registro superior representa el rapto de Leucipo por los Dioscuros, el inferior muestra a Heracles en el jardín de las Hespérides y a un grupo de héroes áticos locales. C. 420-400 a. C. Museo Británico.

A finales de siglo, la escuela de Polignoto, que ya había introducido la atención a la plasticidad fidiana, había alcanzado su segunda generación y contaba en estos años con exponentes influyentes como el Pintor de Cleofonte y el Pintor del dinos, este último, sin embargo, más inclinado a los efectos cromáticos que a los plásticos y más cercano a la manera calimaquea que a la fidiana. Las innovaciones que las fuentes literarias atribuyen a Agatarco no supusieron grandes cambios en la pintura vascular, quizá porque la introducción de un sistema de perspectiva quedó en la época de Agatarco probablemente confinada a las escenas teatrales de tipo arquitectónico.
Se crearon dos tendencias opuestas. Por un lado, se desarrolló un estilo de pintura de vasos fuertemente influenciada por el “estilo rico” de la escultura, representado por los “manieristas” en la pintura de vasos del último cuarto del siglo V a. C.; por otro lado, algunos talleres continuaron los desarrollos del período clásico temprano, con un mayor énfasis en la representación de la emoción, y una gama de escenas eróticas.
El representante más importante del manierismo” es el Pintor de Midias. Sus rasgos característicos son las prendas transparentes y los múltiples pliegues de la tela. También aumenta la representación de joyas y otros objetos. Es muy llamativo el uso de colores adicionales, sobre todo blancos y dorados, que representan accesorios en bajorrelieve. Con el paso del tiempo, se produce un marcado “ablandamiento”: El cuerpo masculino, que hasta entonces se definía por la representación de los músculos, fue perdiendo esa característica clave. Los manieristas continuaron en la dirección de un estilo pictórico sinuoso y sensual, con una pintura libre y lírica, frecuentes adiciones accesorias de blanco y oro y una figuración que tiende a la teatralidad. El Pintor de Midias desarrolló un estilo cercano al del Pintor de Eretria. Su taller fue uno de los más grandes e influyentes de Atenas . Sus contemporáneos y activos en grandes vasos son el Pintor de Talos, el Pintor de Pronomo y el Pintor de Suessula.
Los vasos representaban escenas mitológicas con menos frecuencia que antes. Las imágenes del mundo privado y doméstico adquieren cada vez más importancia. Son especialmente frecuentes las escenas de la vida de las mujeres. No está claro qué causó este cambio de tema representado entre algunos de los artistas. Entre las sugerencias se incluye un contexto con los horrores de la gGuerra del Peloponeso, pero también la pérdida del papel dominante de Atenas en el comercio de la cerámica mediterránea (a su vez parcialmente resultado de la guerra). El creciente papel de los nuevos mercados, por ejemplo la Iberia, implicaba nuevas necesidades y deseos por parte de los clientes. Estas teorías se contradicen por el hecho de que algunos artistas mantuvieron el estilo anterior. Algunos, como el Pintor de Eretria, intentaron combinar ambas tradiciones.
Aunque no se abandonaron los temas y asuntos heroicos, la pintura de vasos ateniense de estos años de agotadoras guerras (guerra del Peloponeso) se aplicó a representaciones vinculadas a Afrodita, a Dioniso y a Eros, a una imaginería llena de frondosos jardines y ninfas.

#### Tipología de vasos
La tipología de vasos cerámicos muestra un aumento del número de molduras cerca del pie y del labio; las ánforas son menos utilizadas y el pélice está especialmente extendido, junto con diferentes tipos de cráteras, enócoes, vasos con tallos, lécitos aribalísticos, lécanes, lecánides, lécitos, píxides, enócoes e hidrias.

### ElsigloIVa.C.

#### Pintores

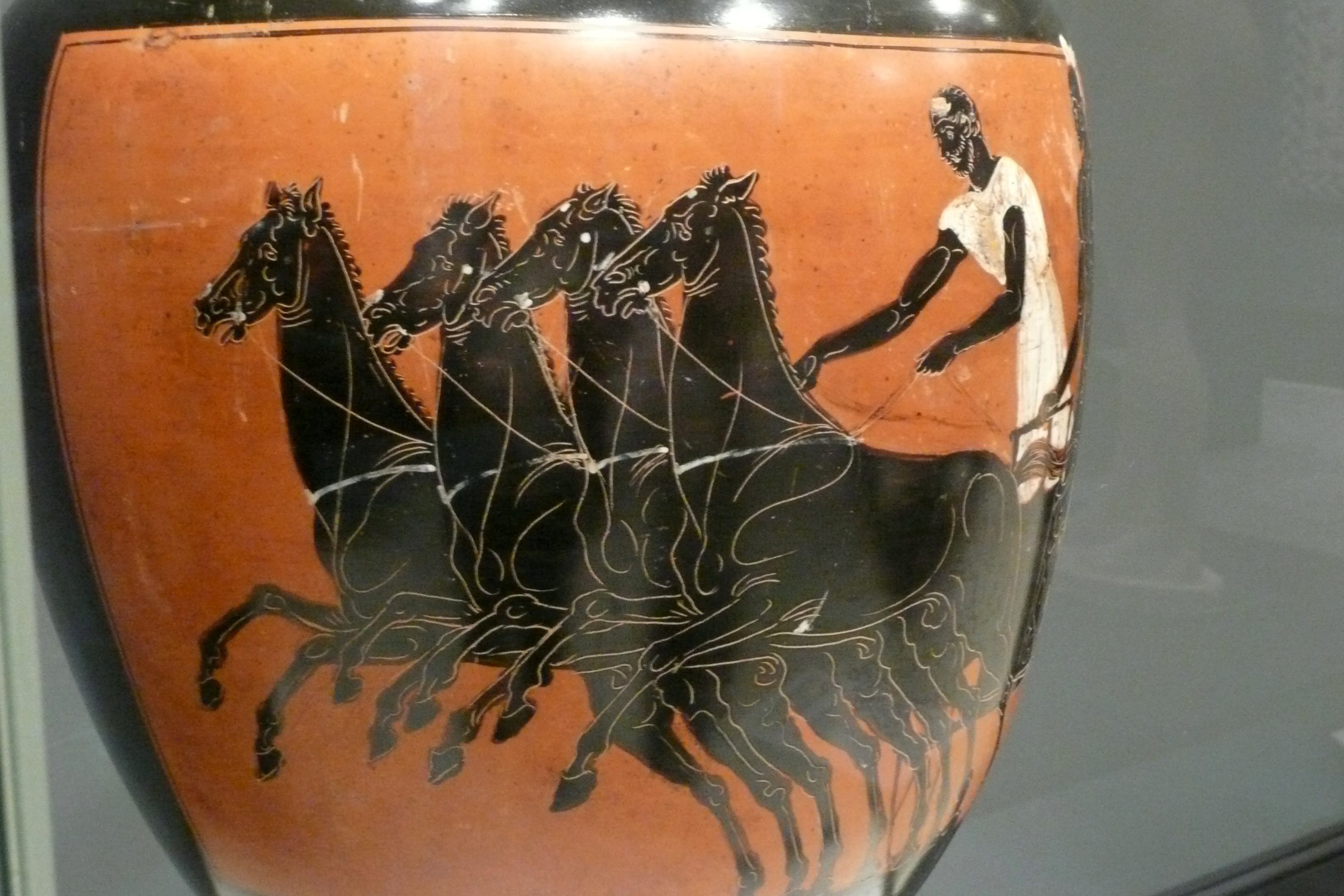
Ánfora panatenaica del Pintor de Marsias, Malibú Museo J. Paul Getty.

En Atenas, a principios del siglo IV a. C., continuaba la tradición iniciada en el último cuarto del siglo V a. C. con el Pintor de Eretria y el Pintor de Midias. Penalizada por una menor atención por parte de los estudiosos, la cerámica ática del siglo IV a. C. se divide principalmente en grupos. Entre las personalidades aisladas de la primera parte del siglo se encuentran el Pintor de Jenofanto, llamado así por el alfarero que firmó dos lécitos en Leningrado con figuras en relieve, el Pintor de Meleagro, que trabajó en diferentes tipos de vasos, y el Pintor de Jena, principalmente pintor de copas.

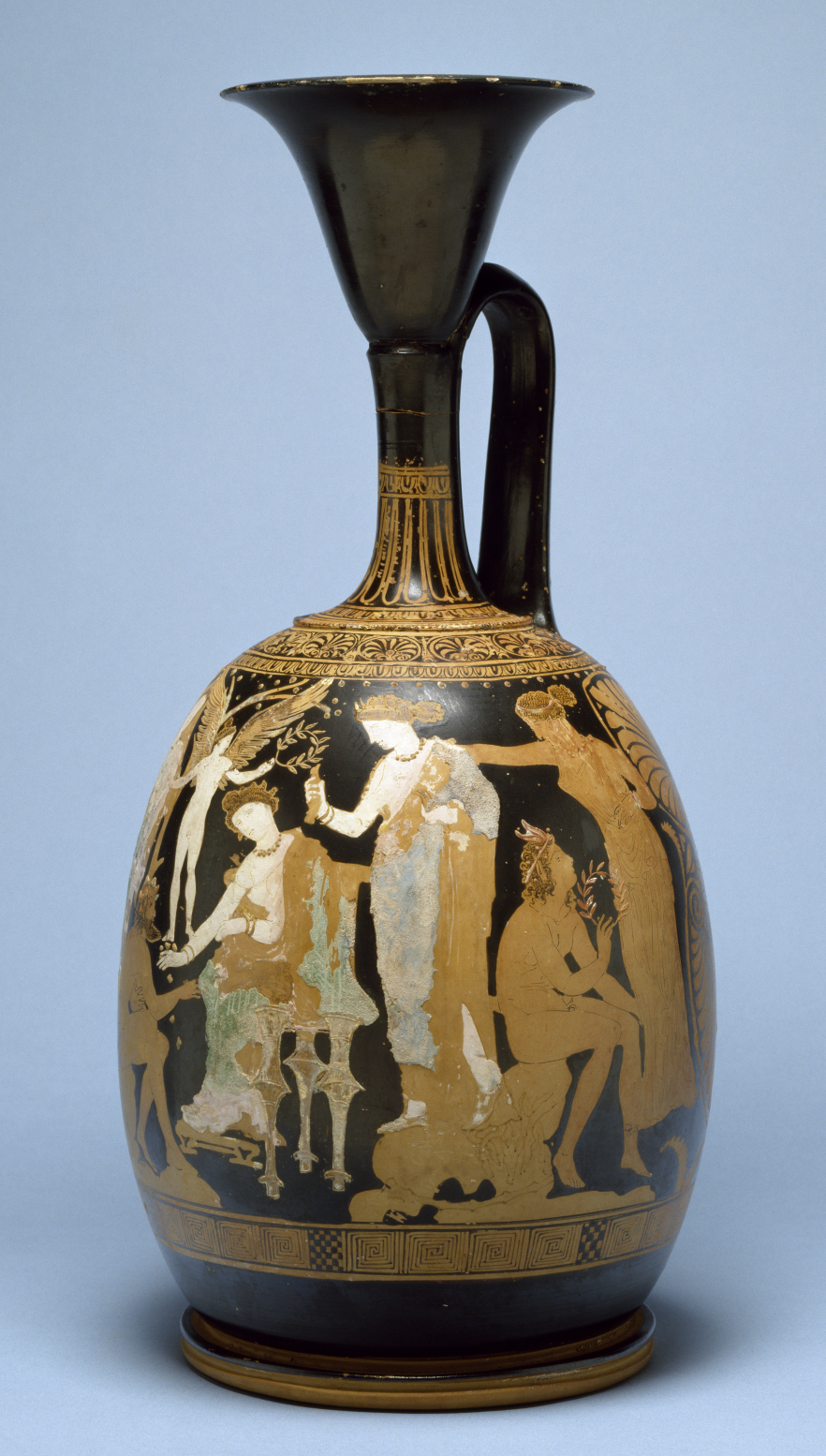
Lécito del estilo de Kerch decorado por el Pintor de Apolonia, c. 350 a. C., altura: 35,5 cm, diámetro: 16,7 cm. Museo Walters.

Entre las últimas manifestaciones de la cerámica ática de figuras rojas se encuentra el llamado impropiamente estilo de Kerch, que recibe el nombre del lugar de Crimea donde se encontraron algunos ejemplares significativos. En el siglo IV a. C. la distribución de los vasos áticos sufrió una revolución radical, que ya había comenzado desde finales del siglo anterior, y el comercio con esta zona se vio muy reforzado. El Pintor de Marsias es una figura clave dentro del grupo; se caracteriza por un estilo decorativo y un diseño lineal que hace uso del relieve y del dorado para algunos detalles, como las alas o las joyas, así como de diversos colores añadidos, según el estilo que se originó hacia el 420 a. C. y que fue efímero utilizándose durante unos cuarenta años; en el siglo IV a. C., a estas expresiones se unió la influencia de las técnicas de pintura coroplástica, toreútica y de «caballete».
Las palabras de Plinio el Viejo parecen sugerir que las sombras sobre los cuerpos femeninos fueron introducidas en el uso pictórico a mediados de siglo por Nicias; por otro lado, la ausencia en los vasos áticos de la decoración floral introducida por Pausias, tan presente en cambio en las figuras rojas del sur de Italia, sugiere una mayor atención de los pintores áticos a la tradición pictórica local ligada a la búsqueda del ilusionismo.
Las figuras mitológicas más representadas eran Dioniso, Afrodita y Eros; la moda de los trajes y temas orientales se extendía. La cerámica ática de figuras rojas había abandonado los temas cívicos y las escenas más representadas eran las domésticas, tomadas del mito o de la vida cotidiana, en las que el papel principal se asignaba a la mujer. El cambio se explica probablemente por un cambio en el mercado: el comercio hacia las colonias griegas occidentales y hacia Etruria estaba en declive, pero la cerámica de figuras rojas seguía formando parte de la escena doméstica. La escasa presencia de cerámica ateniense de figuras rojas en la ciudad griega de Alejandría, fundada hacia el año 331 a. C., indica que la producción ya había llegado a su fin, y entre las razones de este fin debió estar el nuevo mecenazgo de la corte, la mayor riqueza que había desplazado el mercado hacia los productos metálicos, mientras que las vasijas de barro se volvían más simples y menos decoradas.

#### Tipología de vasos
El número de tipología disminuyó; algunas funciones fueron asumidas por recipientes de metal cuya decoración se convirtió en un modelo para la producción de cerámica. Las principales formas de gran tamaño de este periodo son la hidria, la crátera  de campana y las pélíces grandes. Las copas se hicieron más pequeñas y muchas pertenecían al tipo sin tallo. En general, se prestó más atención a los detalles, debilitando la arquitectura del conjunto.

## Otros centros de producción en Grecia
Fuera de Ática, algunos pequeños centros de producción pudieron crecer durante los años de la guerra del Peloponeso e inmediatamente después, debido a las dificultades para comerciar con el centro de producción más grande; sin embargo, no pudieron desarrollar sus propias escuelas. En Beocia, la producción ininterrumpida de cerámica de figuras negras declinó, a partir del segundo cuarto del siglo V a. C., por una producción de figuras rojas cuyo potencial estilístico no se comprendía. En Corinto, una docena de alfareros produjeron figuras rojas (para las que se imitaba el color de la arcilla ática mediante recubrimientos rojizos y engobes) y lécitos áticos de fondo blanco en el periodo comprendido entre el 425 y el 350 a. C. Otros centros de producción menor se encontraban en Eubea y Creta.

## El sur de Italia
Al menos desde un punto de vista moderno, las pinturas de vasos con figuras rojas del sur de Italia representan la única región de producción que alcanza los niveles de calidad artística de la cerámica ática. Después de los vasos áticos, los del sur de Italia (incluidos los de Sicilia) son los más investigados. A diferencia de sus homólogos áticos, se producían principalmente para los mercados locales. Solo se han encontrado unas pocas piezas fuera del sur de Italia y de Sicilia. Los primeros talleres fueron fundados a mediados del siglo V a. C. por alfareros áticos. Pronto se formaron artesanos locales y se superó la dependencia temática y formal de los vasos áticos. Hacia finales de siglo, se desarrollaron en Apulia el “estilo ornato” y el "“estilo liso”. Especialmente el estilo ornato fue adoptado por otras escuelas, pero sin alcanzar la misma calidad.
En la actualidad se conocen 21 000 vasos y fragmentos del sur de Italia. De ellos, 11 000 se atribuyen a talleres apulios, 4000 a campanos, 2000 a paestanos, 1500 a lucanos y 1000 a sicilianos.  Alexander Dale Trendall expone una cantidad de vasos diferente.

### Apulia

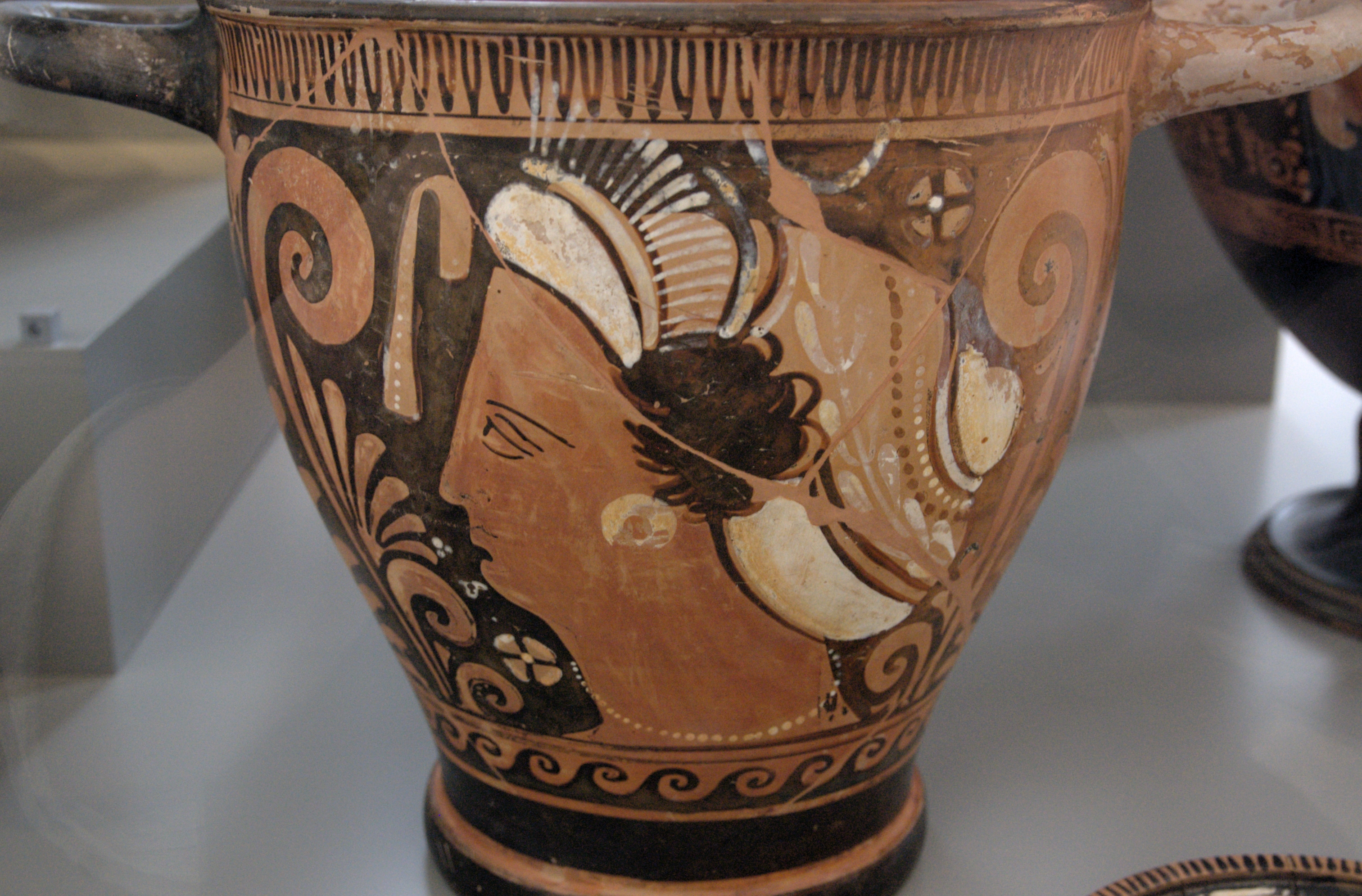
Escifo con representación de una cabeza de mujer, del Pintor de Armidale, c. 340 a. C. Altes Museum.

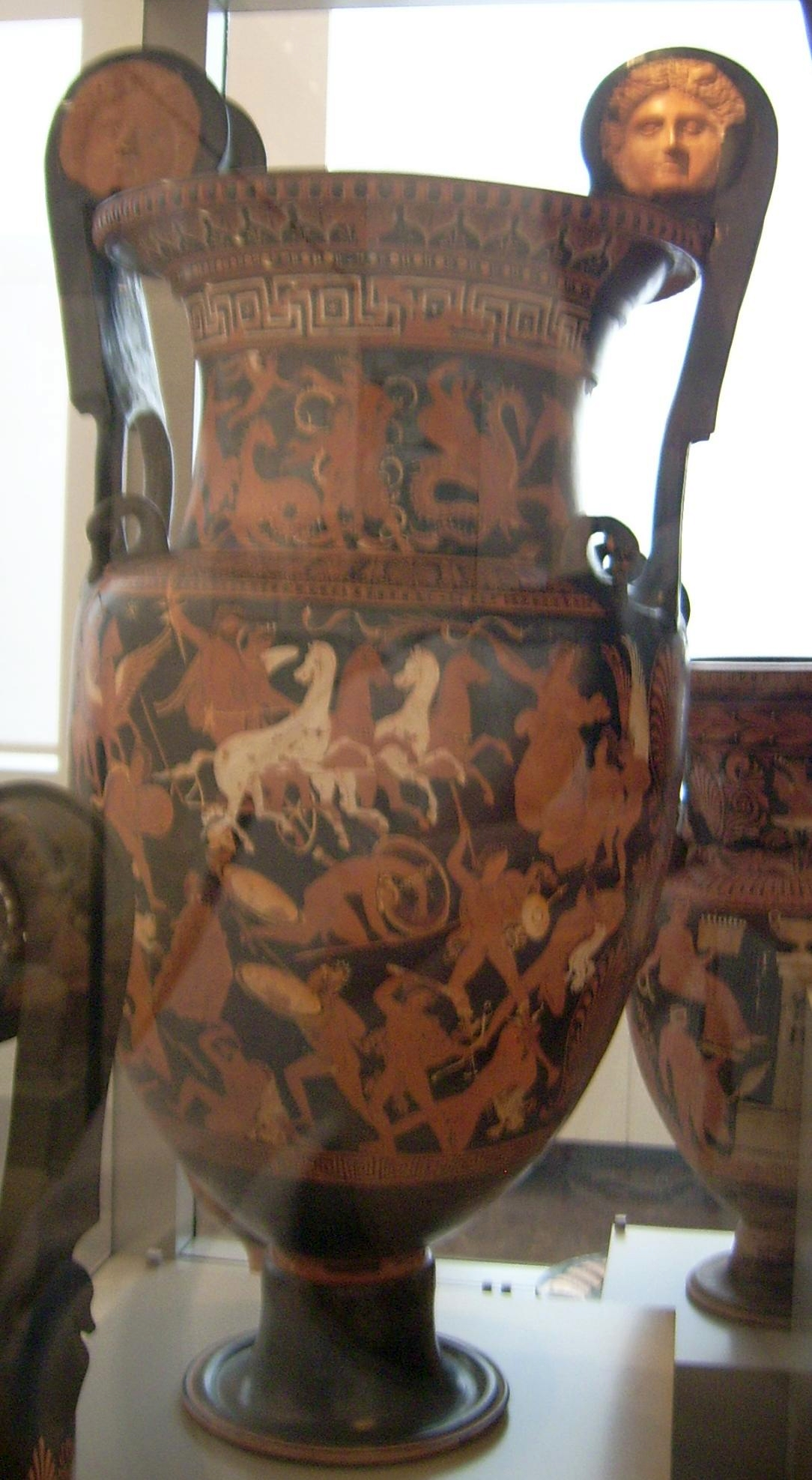
Crátera de la gigantomaquia del Pintor del Inframundo, c. 340 a. C. Altes Museum.

La tradición de la pintura de vasos de Apulia se considera el principal estilo del sur de Italia. El principal centro de producción estaba en Taras. Los vasos de figuras rojas de Apulia se produjeron entre el 430 y el 300 a. C. aproximadamente. Se distinguen los “estilos liso y ornato”. La principal diferencia entre ellos es que el “estilo liso” favorecía a las cráteras de campana, las cráteras de columnas y los vasos más pequeños, y que un solo vaso “liso” rara vez representaba más de cuatro figuras. Los temas principales eran las escenas mitológicas, las cabezas femeninas, los guerreros en escenas de combate o de despedida y las imágenes de los misterios dionisíacoss. Ela cara de atrás suele mostrar a jóvenes con capa. La característica principal de estos objetos de decoración sencilla es la ausencia general de colores adicionales. Importantes representantes del estilo sencillo son el Pintor de Sísifo y el Pintor de Tarporley. A partir de mediados del siglo IV a. C., el estilo se asemeja cada vez más al estilo ornato. El Pintor Varrese es un artista importante de ese periodo.
Los artistas que utilizaban el estilo ornato tendían a decorar los vasos de gran tamaño, como las cráteras de volutas, ánforas, lutróforos e hidrias. La superficie más grande se utilizaba para representar hasta 20 figuras, a menudo en varios registros en el cuerpo del vaso. Se emplean abundantemente otros colores, sobre todo tonos de rojo, amarillo-dorado y blanco. Desde la segunda mitad del siglo IV a. C., los cuellos y los lados de los vasos están decorados con ricas decoraciones vegetales u ornamentales. Al mismo tiempo, las vistas en perspectiva, especialmente de edificios como el “palacio de Hades” (naiskoi), se desarrollan. Desde el año 360 a. C., estas estructuras se representan a menudo en escenas relacionadas con ritos funerarios (naiskos). Importantes representantes de este estilo son el Pintor de la Iliupersis, el Pintor de Darío y el Pintor de Baltimore. Las escenas mitológicas eran especialmente populares: La asamblea de los dioses, amazonomaquias, la guerra de Troya, Heracles y Belerofonte. Además, estos vasos representan con frecuencia escenas de mitos que solo se ilustran raramente en los vasos. Algunos ejemplares representan la única fuente de la iconografía de un mito concreto. Otro tema desconocido en la pintura de los vasos áticos son las escenas teatrales. Especialmente las escenas de farsas flíacas son bastante comunes. Las escenas de actividad atlética o de la vida cotidiana sólo aparecen en la fase inicial, y desaparecen por completo después del 370 a. C.
La cerámica apulia tuvo una influencia formativa en las tradiciones de los demás centros de producción del sur de Italia. Se supone que algunos artistas apulios se establecieron en otras ciudades italianas y aportaron allí sus conocimientos. Además de las figuras rojas, en Apulia también se producían vasos barnizados en negro con decoración pintada (vasos de Gnathia) y vasos policromados (vasos de Canosa).

### Campania

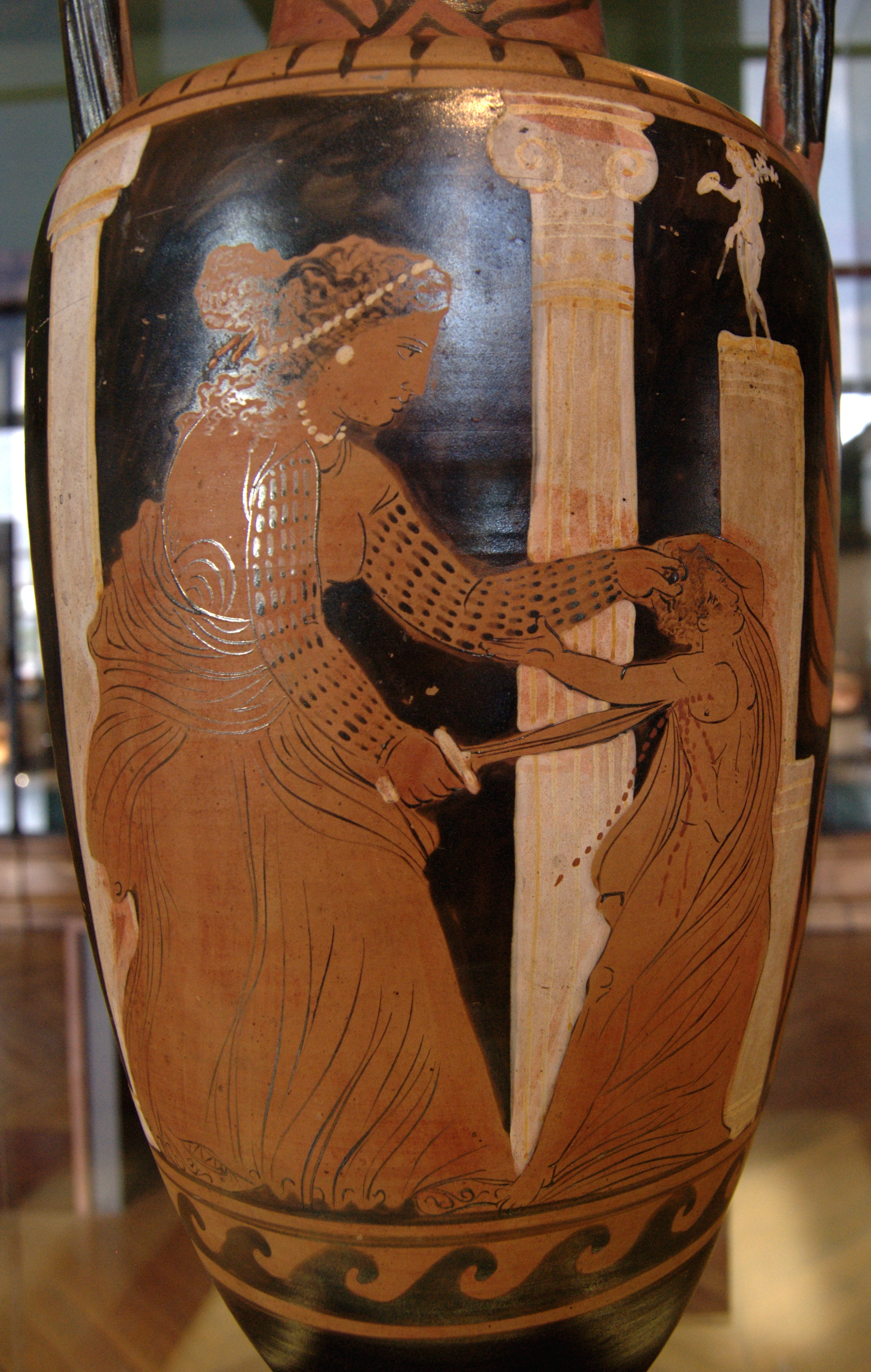
Medea matando a uno de sus hijos, ánfora de cuello del Pintor de Ixión, c. 330 a. C. Museo del Louvre.

En los siglos V y IV a. C., Campania también produjo vasos de figuras rojas. La arcilla marrón claro de Campania se cubría con un engobe que adquiría un tinte rosa o rojo tras la cocción. Los pintores campanos preferían los tipos de vasos más pequeños, pero también las hidrias y las cráteras de campana. La forma más popular era el ánfora con asas. Muchas de las formas típicas de las vasijas apulias, como las cráteras de volutas, las cráteras de columna, los lutróforos, los ritones y las ánforas nestórides están ausentes, los pélices son raros. El repertorio de motivos es limitado. Los temas incluyen jóvenes, mujeres, escenas de tíasos, aves y animales, y a menudo guerreros nativos. Las caras B suelen mostrar a jóvenes con capa. Las escenas mitológicas y las representaciones relacionadas con los ritos funerarios desempeñan un papel secundario. Las “escenas de naiskos”, los elementos ornamentales y la policromía se adoptan después del 340 a. C. bajo la influencia lucana.
Antes de la inmigración de alfareros sicilianos en el segundo cuarto del siglo IV a. C., cuando se establecieron varios talleres en Campania, sólo se conoce el Taller del pilar del búho-pilar de la segunda mitad del siglo V a. C. La pintura de vasos campanos se subdivide en tres grupos principales:
El primer grupo está representado por el Pintor de Casandra de Capua, todavía bajo influencia siciliana. Le siguen el taller del Pintor de Parrish y el del Pintor de Colico y el Pintor de Caivano. Su obra se caracteriza por la preferencia por las figuras de sátiros con tirsos, las representaciones de cabezas (normalmente debajo de las asas de las hidrias), las cenefas decorativas de las vestimentas y el uso frecuente de blanco, rojo y amarillo adicionales. Los pintores de Colico y de Caivano parece que se trasladaron posteriormente a Paestum.
El Grupo AV también tenía su taller en Capua. Destaca el Pintor de la cara blanca de Frignano, uno de los primeros de este grupo. Su característica típica es el uso de pintura blanca adicional para representar los rostros de las mujeres. Este grupo favorece las escenas domésticas, las mujeres y los guerreros. Las figuras múltiples son raras, por lo general solo hay una figura en la parte delantera y trasera del vaso, a veces solo la cabeza. Las vestimentas suelen estar dibujadas de manera informal.
Después del 350 a. C., el pintor CA y sus sucesores trabajaron en Cumas. Está considerado como el artista más destacado de su grupo, o incluso de la pintura de vasos campanos en su conjunto. A partir del año 330 a. C., se aprecia una fuerte influencia apulia. Los motivos más comunes son escenas de naiskos y tumbas, escenas dionisíacas y simposios. También son frecuentes las representaciones de cabezas femeninas enjoyadas. El pintor CA era policromo, pero tendía a utilizar mucho el blanco para la arquitectura y las figuras femeninas. Sus sucesores no fueron capaces de mantener su calidad, lo que provocó una rápida desaparición, que terminó con el fin de la cerámica campana hacia el año 300  a. C.

### Lucania
La tradición pictórica de los vasos de Lucania comenzó alrededor del año 430 a. C., con las obras del Pintor de Pisticci. Probablemente estuvo activo en Pisticci, donde se descubrieron algunas de sus obras. Estaba fuertemente influenciado por la tradición ática. Sus sucesores, el Pintor de Ámico y el Pintor de los cíclopes tenían un taller en Metaponto. Fueron los primeros en pintar el nuevo tipo de vaso nestóride (véase Tipología de vasos griegos). Son comunes las escenas míticas o teatrales. Por ejemplo, el Pintor de las coéforas, llamado así por Las coéforas de Esquilo mostró escenas de la tragedia en cuestión en varios de sus vasos. La influencia de la cerámica apulia se hace palpable más o menos en la misma época. Especialmente la policromía y la decoración vegetal se convirtieron en norma. Entre los representantes importantes de este estilo se encuentran el Pintor de Dolón y el Pintor de Brooklyn-Budapest. Hacia mediados del siglo IV a. C., se produce un descenso masivo de la calidad y la variedad temática. El último pintor de vasos lucanos notable fue el Pintor de Primato, fuertemente influenciado por el Pintor de Licurgo de Apulia. Después de él, se produce una breve y rápida desaparición de la pintura de vasos lucanos a principios del último cuarto del siglo IV a. C.
|  |  |  |

### Paestum

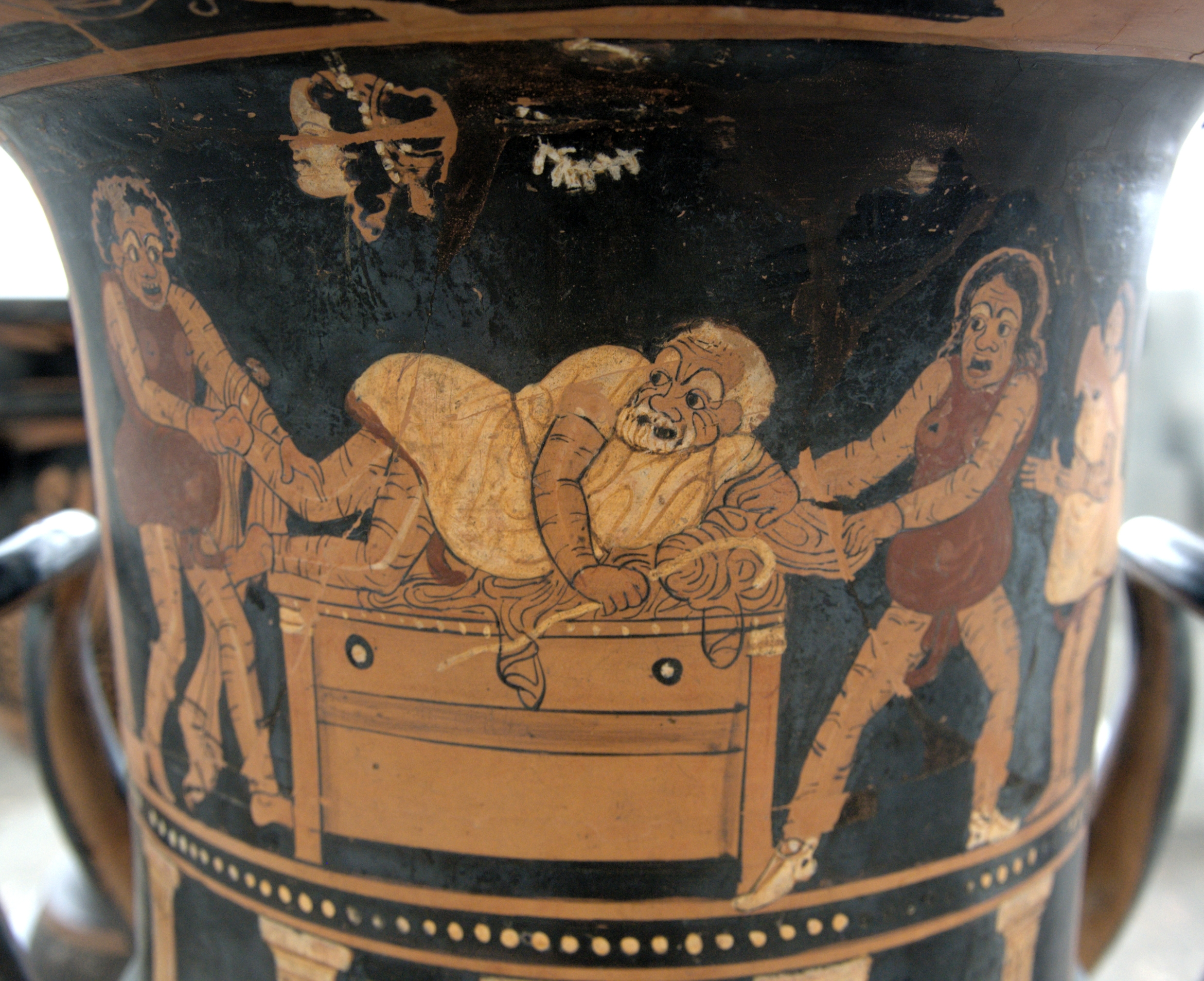
Crátera de cáliz con una escena de farsa flíaca del pintor Asteas, c. 350-340 a. C. Altes Museum.

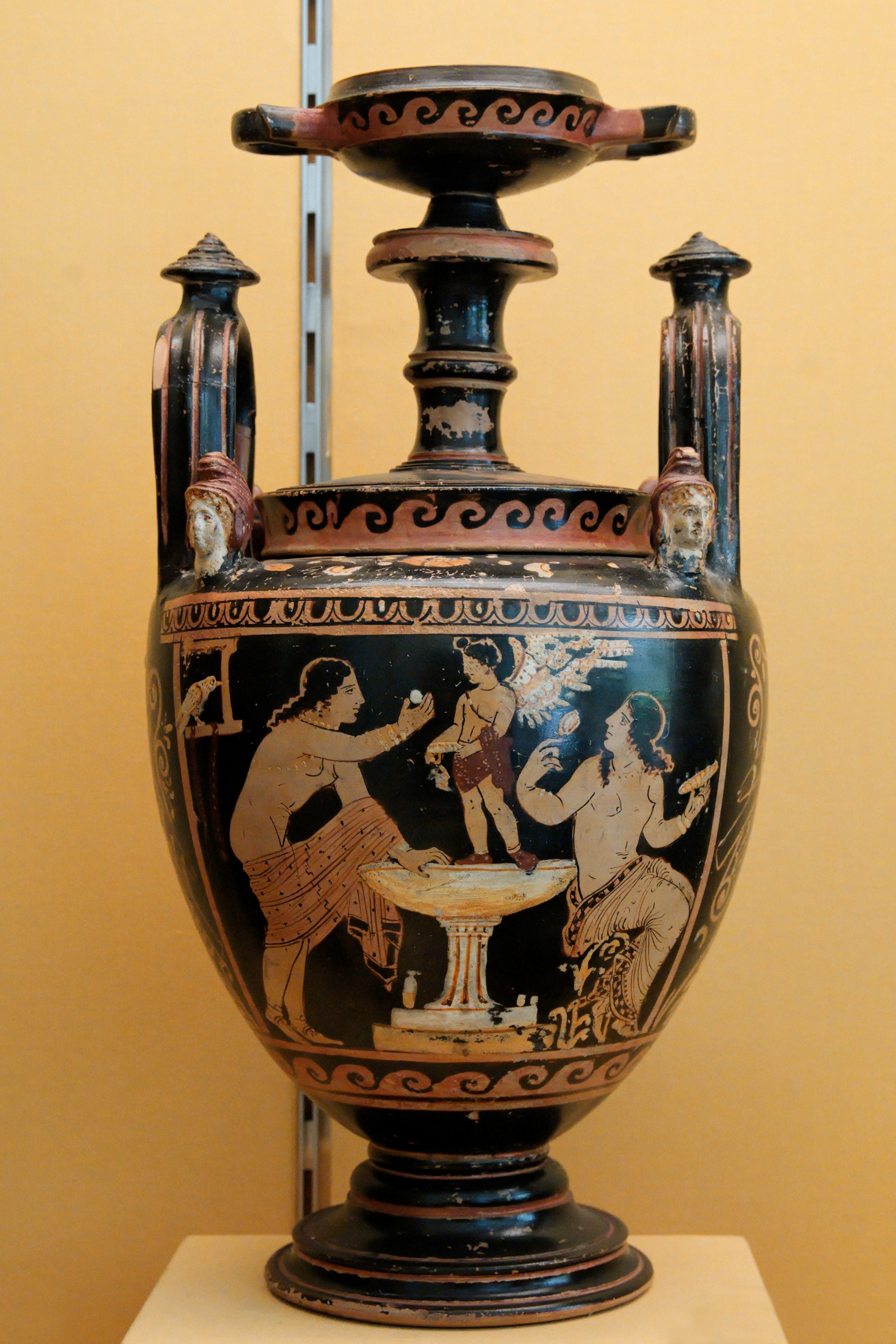
Lebes gámico del pintor Asteas, h. 340 a. C., Museo Arqueológico Nacional, Madrid.

El estilo de pintura paestana de vasos  ase desarrolló como el último de los estilos del sur de Italia. Fue fundado por inmigrantes sicilianos en torno al año 360 a. C. El primer taller estaba controlado por Asteas y Pitón. Son los únicos pintores de vasos del sur de Italia conocidos por las inscripciones. Pintaron principalmente cráteras de campana, ánforas de cuello, hidrias, lebetes gámicos, lécanes, lécitos y jarras, más raramente pélices, cráteras de cáliz y cráteras de volutas. Entre sus características se encuentran decoraciones como palmeta en los laterales, un patrón de zarcillos con cáliz y umbelas conocido como «flor de asteas», patrones parecidos a la crestería en las ropas y cabellos rizados que cuelgan sobre la espalda de las figuras. Las figuras que se inclinan hacia delante, apoyadas en plantas o rocas, son igualmente comunes. Se utilizan a menudo colores especiales, sobre todo el blanco, el dorado, el negro, el púrpura y los tonos de rojo.
Los temas representados suelen pertenecer al ciclo dionisiaco: escenas de tíasos y simposios, sátiros, ménades, silenos, Orestes, Electra, los dioses Afrodita y Eros, Apolo, Atenea y Hermes. La cerámica paestana rara vez representa escenas domésticas, sino que favorece a los animales. Asteas y Pitón tuvieron una gran influencia en la pintura de vasos de Paestum. Esto es claramente visible en la obra del Pintor de Afrodita, que probablemente emigró de Apulia. Alrededor del año 330 a. C., se desarrolló un segundo taller, que en principio seguía el trabajo del primero. La calidad de su pintura y la variedad de sus motivos se deterioraron rápidamente. Al mismo tiempo, se hace notable la influencia del Pintor dd Caivano de Campania, con sus obras en las prendas de vestir en que caen de forma lineal y las figuras femeninas sin contorno. Hacia el año 300 a. C., la pintura de vasos paestanos se detuvo.

### Sicilia

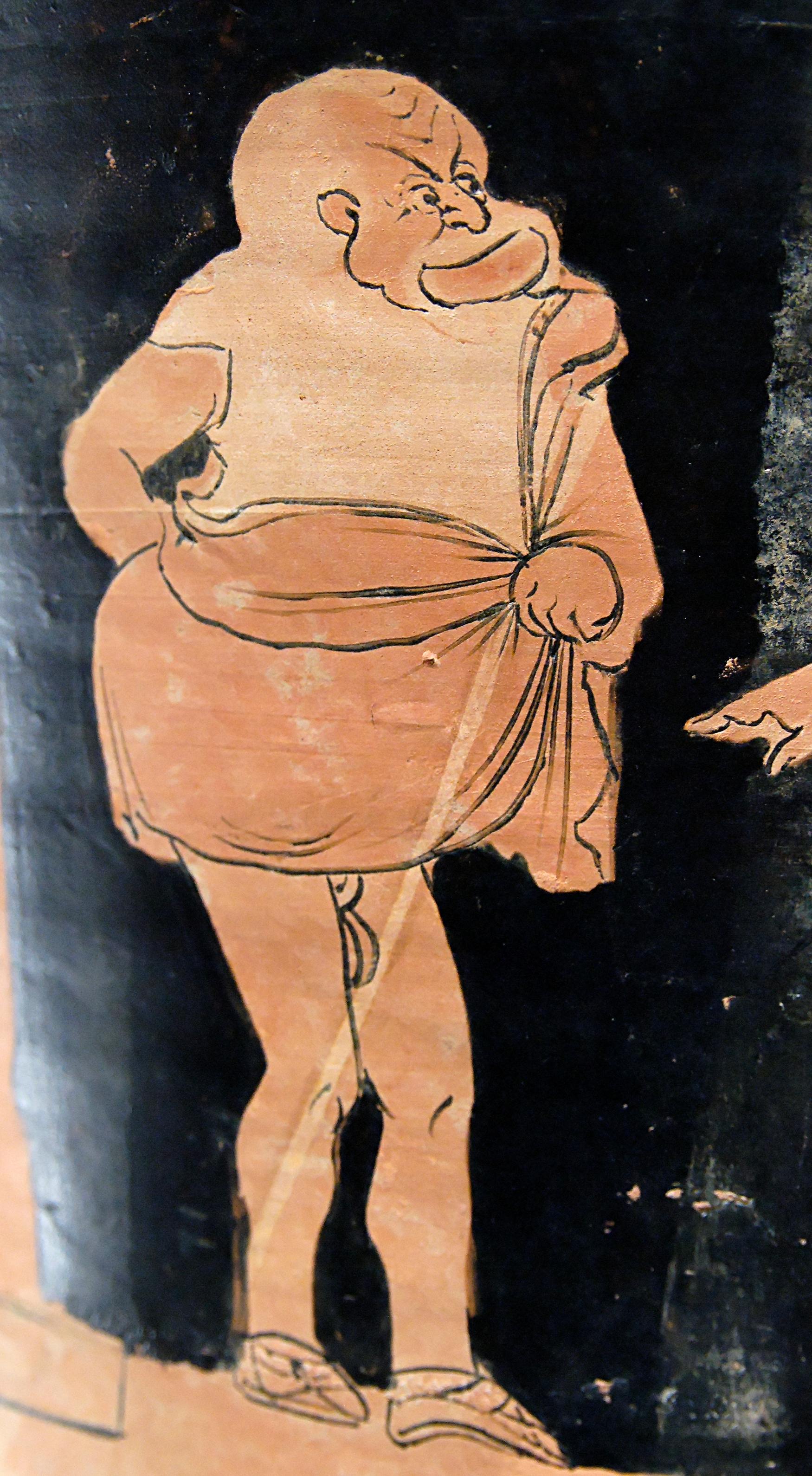
Escena de farsa flíaca en una crátera de Grupo de Lentini-Manfria: esclavo con quitón corto, c. 350-340 a. C. Museo del Louvre.

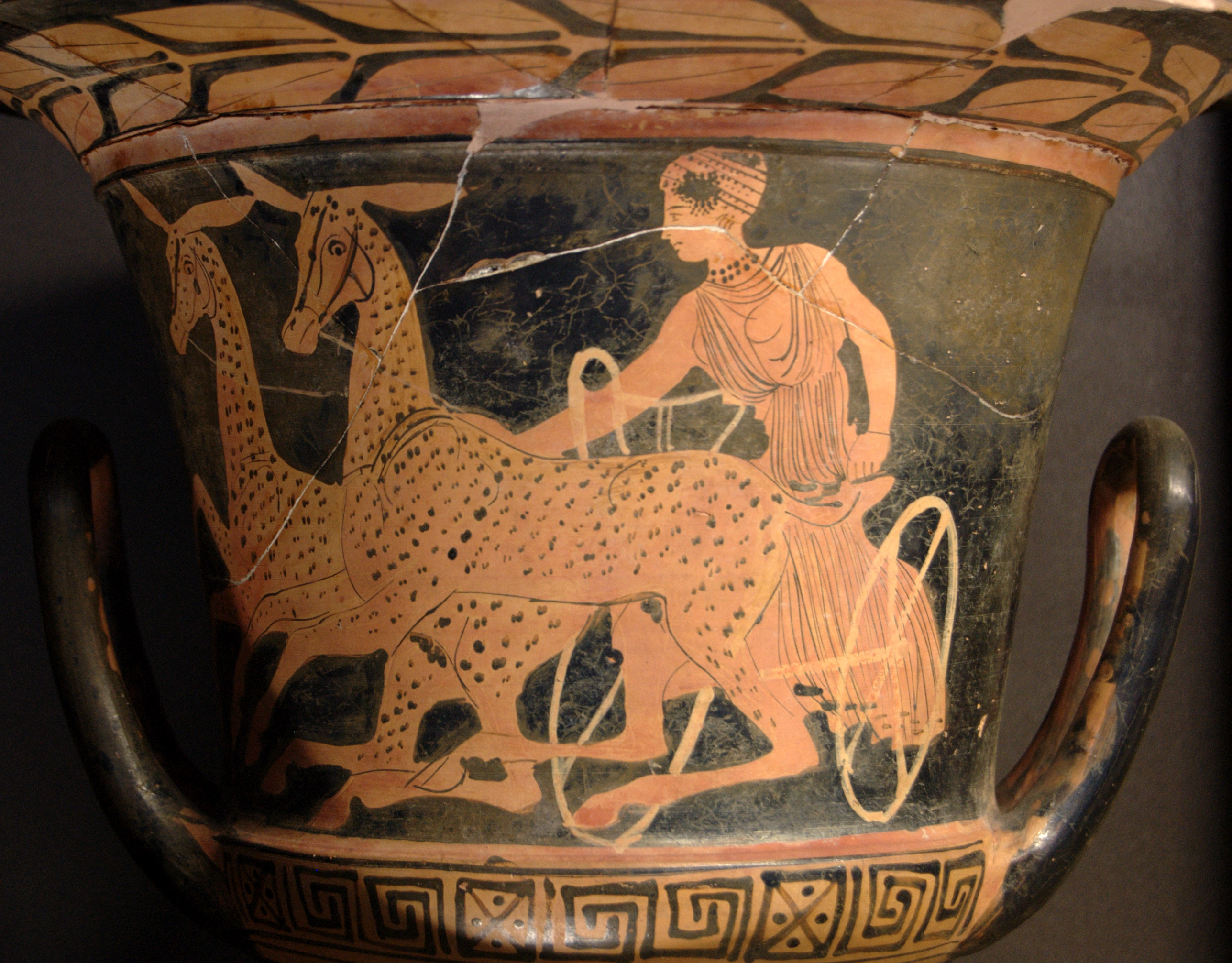
Artemisa en un carro. Cántaros del Pintor del gran cántaros de Atenas, c. 450-425 a. C.

La producción de pintura de vasos en Sicilia comenzó antes de finales del siglo V a. C., en las polis de Hímera y Siracusa. En cuanto al estilo, los temas, la ornamentación y las formas de los vasos, los talleres estaban fuertemente influenciados por la tradición ática, especialmente por el Pintor de Midias del período clásico tardío. En el segundo cuarto del siglo IV a. C., los pintores de vasos sicilianos emigraron a Campania y Paestum, donde introdujeron la cerámica de figuras rojas. Solo Siracusa conservó una producción limitada.
El estilo típico siciliano no se desarrolló hasta el año 340 a. C. Se pueden distinguir tres grupos de talleres. El primero, conocido como el Grupo Lentini-Manfria, estaba activo en Siracusa y Gela, un segundo, que fabricaba cerámica de Centuripe alrededor del monte Etna, y un tercero en Lipari. El rasgo más típico de la pintura de los vasos sicilianos es el uso de colores adicionales, especialmente el blanco. En la fase inicial, se pintaban grandes vasos como las cráteras de cáliz e hidrias, pero son más típicos los vasos más pequeños como los frascos, los lécanes, lécitos y píxides escifoideas. Los motivos más comunes son escenas de la vida femenina, erotes, cabezas femeninas y escenas de farsas flíacas. Las escenas mitológicas son poco frecuentes. Como en todas las demás zonas, la pintura de vasos desaparece de Sicilia hacia el año 300 a. C.

## Etruria y otras regiones
A diferencia de la cerámica de figuras negras, la cerámica de figuras rojas desarrolló pocas tradiciones regionales, talleres o “escuelas” fuera de Ática y el sur de Italia. Las pocas excepciones incluyen algunos talleres en Beocia (Pintor del gran cántaros de Atenas), Calcídica, Elis, Eretria, Corinto y Laconia.
Solo Etruria, uno de los principales mercados de exportación de los vasos áticos, desarrolló sus propias escuelas y talleres, llegando a exportar sus propios productos. La adopción de la cerámica de figuras rojas, a imitación de los vasos atenienses, no se produjo hasta después del 490 a. C., medio siglo después de que se desarrollara el estilo. Debido a la técnica utilizada, los primeros ejemplos se conocen como pinturas de vasos de figuras rojas. La verdadera técnica de las figuras rojas se introdujo mucho más tarde, hacia finales del siglo V a. C. Se conocen varios pintores, talleres y centros de producción de ambos estilos. Sus productos no solo se utilizaban localmente, sino que también se exportaban a Malta, Cartago, Roma y Liguria.

### Pintura de vasos con pseudo-figuras rojas

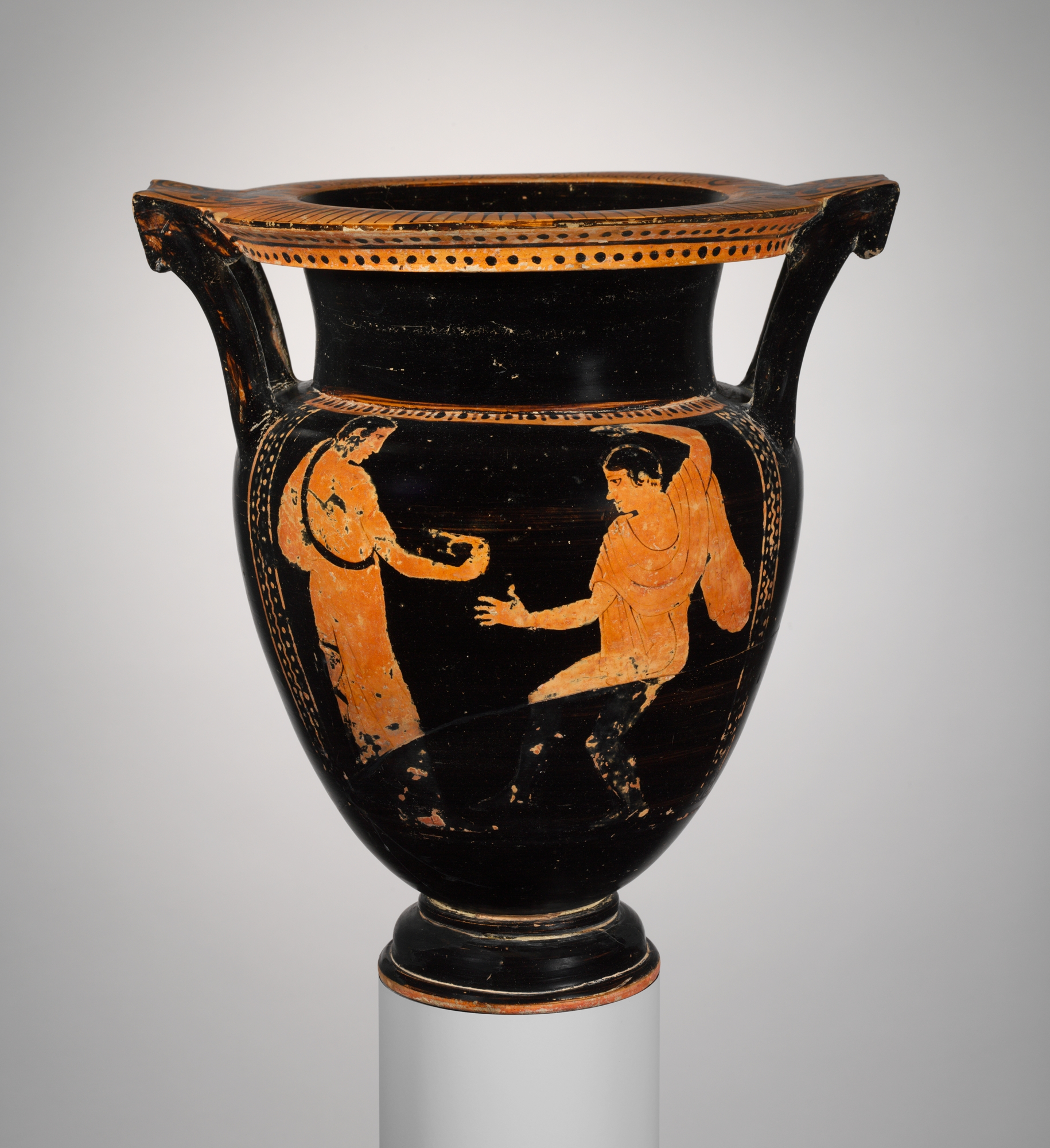
Crátera de columnas etrusca de pseudo-figuras rojas, 480–450 a. C. Museo Metropolitano de Arte.

Los primeros ejemplos etruscos se limitaban a imitar la técnica de las figuras rojas. Al igual que una rara y temprana técnica ática (véase la técnica de Six), todo el vaso se cubría con arcilla negra brillante y las figuras se aplicaban después con colores minerales que se oxidaban al rojo o al blanco. Así, a diferencia de la pintura contemporánea de los vasos áticos, el color rojo no se conseguía dejando zonas sin pintar, sino añadiendo pintura a la capa de imprimación negra. Al igual que en los vasos con figuras negras, los detalles internos no se pintaban, sino que se hacían con incisiones en las figuras. Entre los representantes más importantes de este estilo se encuentran el Pintor de Praxias y otros maestros de su taller de Vulci. A pesar de su evidente conocimiento de los mitos y la iconografía griegos, no hay pruebas que indiquen que estos pintores hayan emigrado del Ática. Una excepción puede ser el Pintor de Praxias, ya que las inscripciones en griego de cuatro de sus vasos pueden indicar que era originario de Grecia.

### Pintura de vasos de figuras rojas

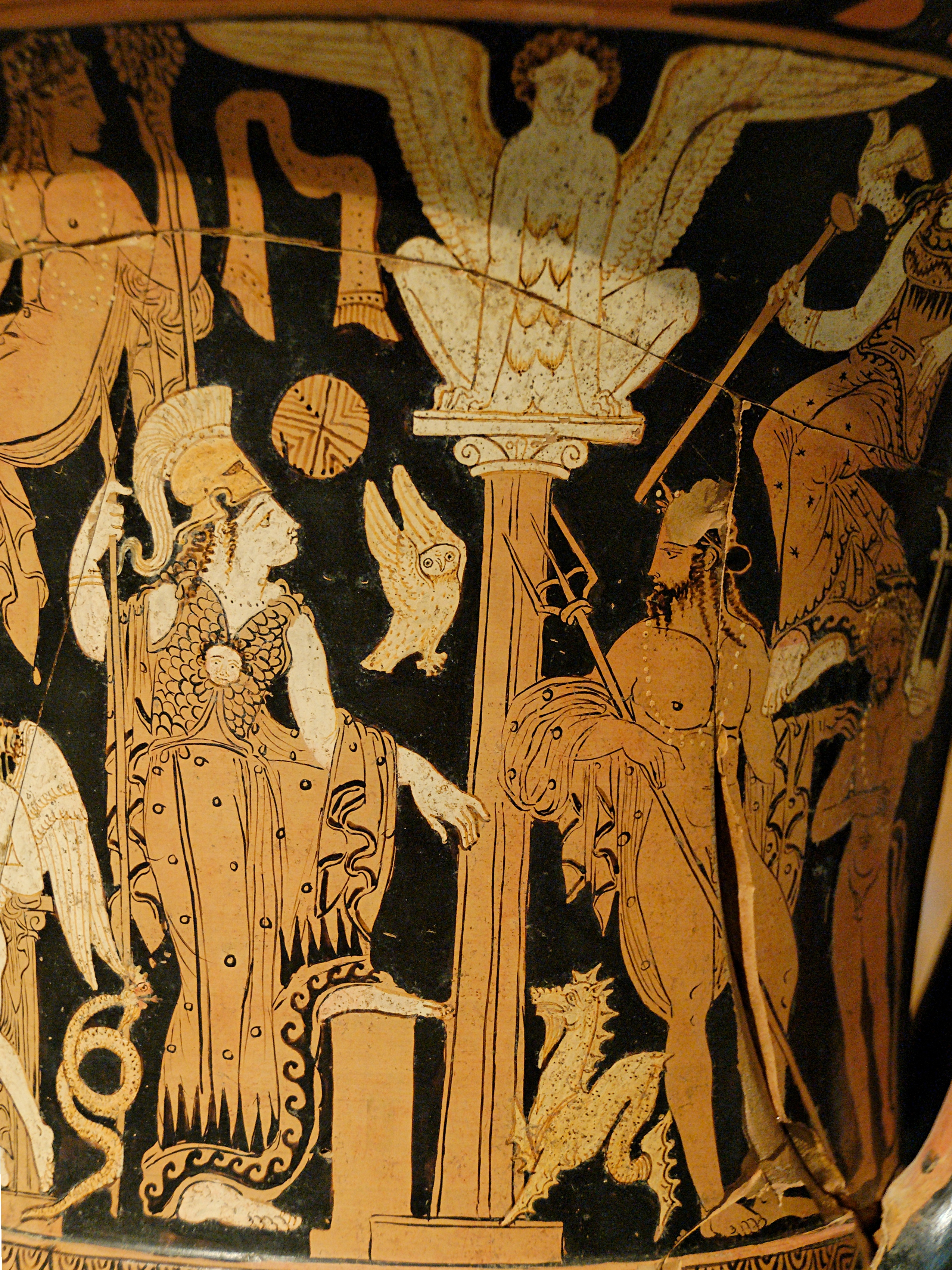
Atenea y Poseidón en una crátera de volutas del Pintor de Nazzano, c. 360 a. C. Museo del Louvre.

La verdadera pintura de vasos de figuras rojas, es decir, los vasos en los que las zonas rojas se dejaban sin pintar, se introdujo en Etruria cerca de finales del siglo V a. C. Los primeros talleres se desarrollaron en Vulci y Falerii y produjeron también vasos para los alrededores. Es probable que los maestros áticos estuvieran detrás de estos primeros talleres, pero también es evidente la influencia de Italia del Sur. Estos talleres dominaron el mercado etrusco hasta el siglo IV a. C. Los vasos grandes y medianos, como las cráteras y las jarras, se decoraban sobre todo con escenas mitológicas. A lo largo del siglo IV a. C., la producción faleriana empezó a eclipsar a la de Vulci. Se desarrollaron nuevos centros de producción en Chiusi y Orvieto. Especialmente, el Grupo del tondo de Chiusi, que producía sobre todo recipientes para beber con representaciones interiores de escenas dionisíacas, adquirió importancia. Durante la segunda mitad del siglo, Volterra se convirtió en un centro principal. Aquí se produjeron sobre todo cráteras y, sobre todo en las primeras fases, se pintaron de forma muy elaborada.
Durante la segunda mitad del siglo IV a. C., los temas mitológicos desaparecieron del repertorio de los pintores etruscos. Fueron sustituidos por cabezas femeninas y escenas de hasta dos figuras. En lugar de representaciones figuradas, adornos y motivos florales cubrían los cuerpos de las vasos. Las grandes composiciones figuradas, como la de una crátera del Grupo del embudo de La Haya solo se producían excepcionalmente. La producción originalmente a gran escala de Falerii perdió su papel dominante en favor del centro de producción de Caere, que probablemente había sido fundado por pintores falerianos y no puede decirse que represente una tradición distinta. La tipología de vasos estándar de los talleres de Caere incluía enócoes, lécitos y cuencos para beber simplemente pintados del Grupo de Torcop, y los platos del Grupo de Genucuilia. El paso a la producción de vasos de esmalte negro a finales del siglo IV a. C.. probablemente como reacción al cambio de gustos de la época, supuso el fin de la pintura etrusca de vasos de figuras rojas.

## Investigación y recepción

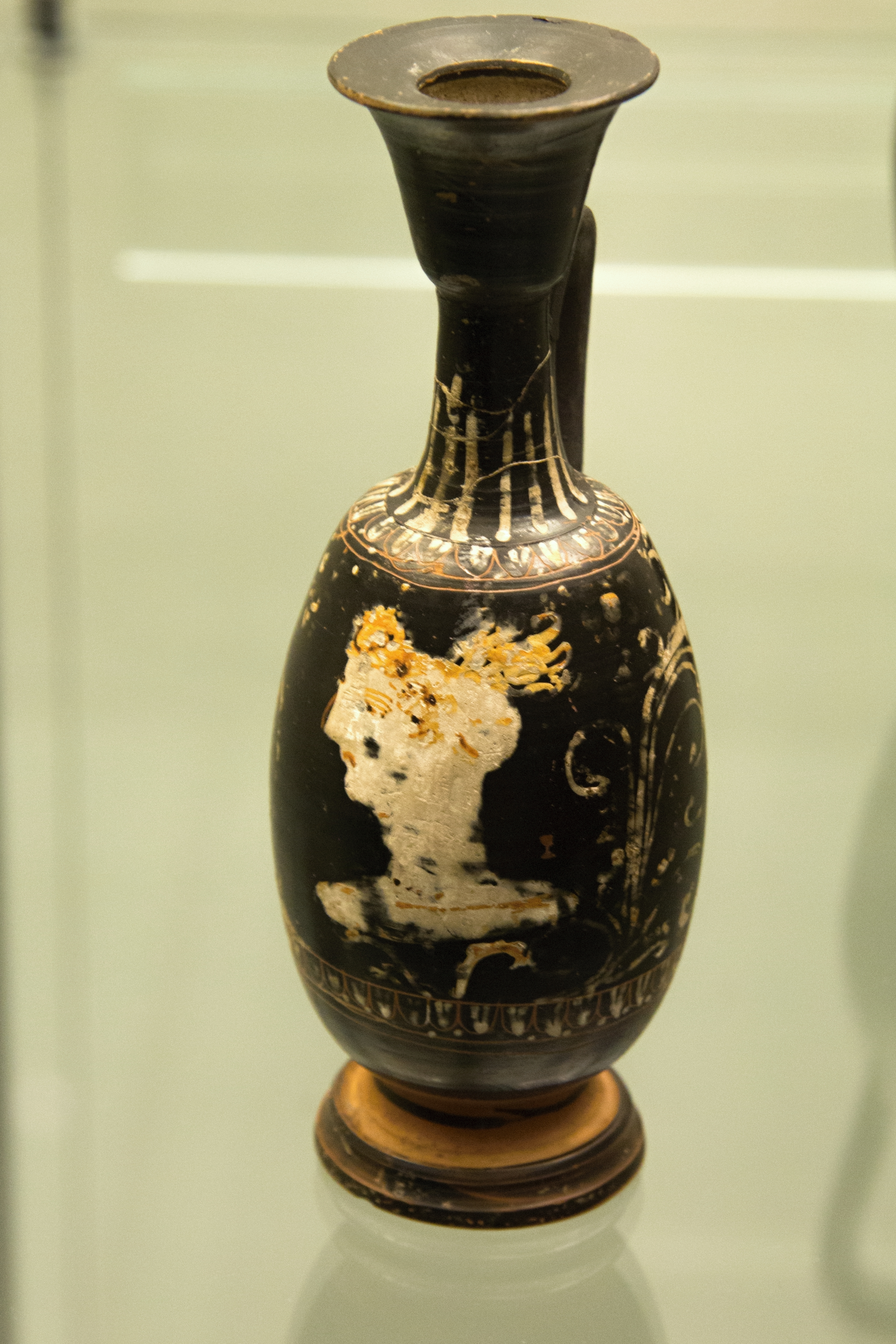
Cerámica de Egnacia con una mujer rubia, 310-260 a. C., Palacio Kinský, Praga.

Se sabe que han sobrevivido alrededor de 65 000 vasos de figuras rojas y fragmentos de vasos. El estudio de la cerámica antigua y de la cerámica griega comenzó ya en la Edad Media. Restoro d'Arezzo dedicó un capítulo (Capitolo de le vasa antiche) de su descripción del mundo a los vasos antiguos. Consideró especialmente los vasos de arcilla como perfectos en cuanto a forma, color y estilo artístico. Sin embargo, al principio la atención se centró en los vasos en general, y quizá especialmente en los vasos de piedra. Las primeras colecciones de vasos antiguos, incluidos algunos vasos pintados, se desarrollaron durante el Renacimiento. Incluso sabemos de algunas importaciones de Grecia a Italia en esa época. Aun así, hasta el final del Barroco, la pintura de vasos se vio eclipsada por otros géneros, especialmente por la escultura griega. Una rara excepción anterior a la época del clasicismo es un libro de acuarelas que representa vasos con figuras, realizado para Nicolas-Claude Fabri de Peiresc. Al igual que algunos de sus coleccionistas contemporáneos, Peiresc poseía varios vasos de arcilla.
Desde el periodo del Clasicismo, se coleccionaron con más frecuencia vasos de cerámica. Por ejemplo, Sir William Hamilton y Giuseppe Valletta tenían colecciones de vasos. Los encontrados en Italia eran relativamente asequibles, por lo que incluso los particulares podían reunir importantes colecciones. Los vasos eran un recuerdo popular que los jóvenes europeos del noroeste se llevaban a casa tras el Grand Tour. En los diarios de su viaje a Italia, Goethe se refiere a la tentación de comprar vasos antiguos. Los que no podían permitirse los originales tenían la opción de adquirir copias o grabados. Incluso había fábricas especializadas en imitar la cerámica antigua. La más conocida es la cerámica de Wedgwood, aunque empleaba técnicas totalmente ajenas a las utilizadas en la antigüedad, utilizando los motivos antiguos únicamente como inspiración temática.
Desde la década de 1760, la investigación arqueológica también comenzó a centrarse en las pinturas de los vasos. Fueron apreciados como material de referencia para todos los aspectos de la vida antigua, especialmente para los estudios de iconográfícos y mitológicos. Los vasos cerámocos se consideraba entonces un sustituto de la obra casi totalmente perdida de la pintura monumental griega. En esta época, la opinión generalizada de que todos los vasos pintados eran obras etruscas se hizo insostenible. No obstante, la moda artística de la época de imitar los vasos antiguos pasó a llamarse all'etrusque. Inglaterra y Francia intentaron superarse mutuamente tanto en la investigación como en la imitación de vasos. Los escritores alemanes Johann Heinrich Müntz y Johann Joachim Winckelmann estudiaron las pinturas en vasos. Winckelmann alabó especialmente el Umrißlinienstil (“estilo de contorno”, es decir, la cerámica de figuras rojas). Los ornamentos de los vasos se recopilaron y difundieron en Inglaterra a través de los Pattern books.

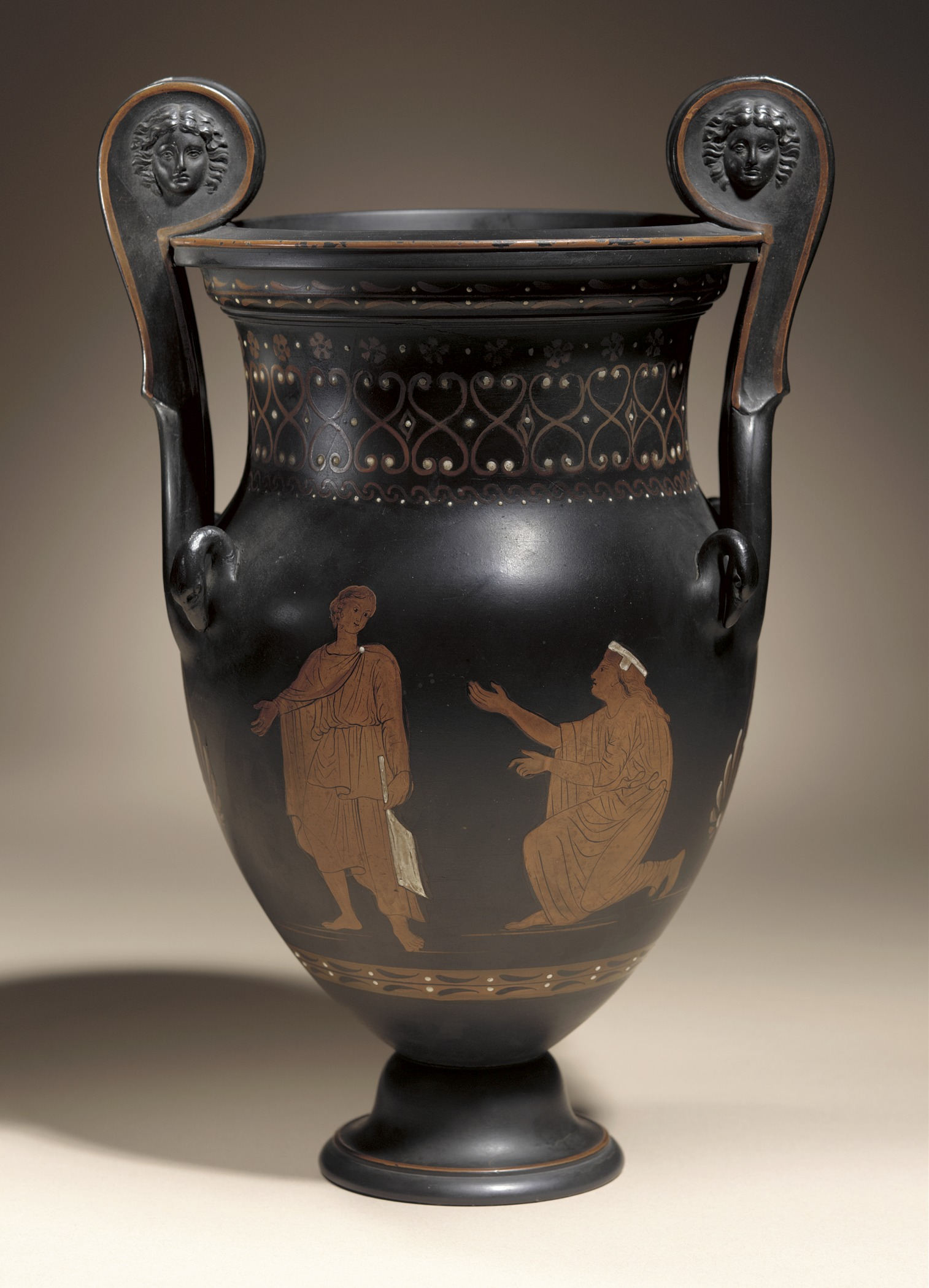
Crátera de volutas Wedgwood, c. 1780, que utiliza diversas técnicas para imitar la pintura de vasos de figuras rojas.

Las pinturas de vasos influyeron incluso en el desarrollo de la pintura moderna. El “estilo lineal” influyó en artistas como Edward Burne-Jones, Gustave Moreau o Gustav Klimt. Alrededor de 1840, Ferdinand Georg Waldmüller pintó un Bodegón con vasos de plata y campana Krater de figuras rojas. Henri Matisse pintó un cuadro similar (Still Life with Silver Vessels and Red-Figure Bell Krater [Naturaleza muerta con vaso de plata]). Su influencia estética se extiende hasta el presente. Por ejemplo, la conocida forma curva de la botella de Coca-Cola se inspira en los vasos griegos.
El estudio científico de la cerámica ática fue impulsado especialmente por John Beazley. Este comenzó a estudiar los vasos a partir de 1910 aproximadamente, inspirado en la metodología que el historiador del arte Giovanni Morelli había desarrollado para el estudio de la pintura. Partió de la base de que cada pintor producía obras individuales que siempre pueden ser atribuidas de forma inequívoca. Para ello, se comparaban detalles particulares, como rostros, dedos, brazos, piernas, rodillas, pliegues de la ropa, etc. Beazley examinó 65 000 vasos y fragmentos (de los cuales 20 000 eran de figuras negras). A lo largo de seis décadas de estudio, pudo atribuir 17 000 de ellos a artistas individuales. En los casos en los que no se conocían sus nombres, desarrolló un sistema de nombres convenidos. Beazley también unió y combinó pintores individuales en grupos, talleres, escuelas y estilos. Ningún otro arqueólogo ha influido tanto en una subdisciplina como Beazley en el estudio de la cerámica de vasos griegos. Gran parte de su análisis sigue considerándose válido hoy en día. Beazley publicó por primera vez sus conclusiones sobre la pintura de vasos de figuras rojas en 1925 y 1942. Sus estudios iniciales sólo tenían en cuenta el material anterior al siglo IV a. C. Para una nueva edición de su obra, publicada en 1963, incorporó también ese periodo posterior, aprovechando el trabajo de otros estudiosos, como Karl Schefold, que había estudiado especialmente los vasos del Estilo de Kerch. Entre los estudiosos famosos que continuaron el estudio de la cerámica ática de figuras rojas después de Beazley se encuentran John Boardman, Erika Simon y Dietrich von Bothmer.
Para el estudio de la pintura de vasos del sur de Italia, la obra de Arthur Dale Trendall tiene una importancia similar a la de Beazley para la región de Ática. Puede decirse que la mayoría de los estudiosos posteriores a Beazley siguen la tradición de este y utilizan su metodología.
El estudio de los vasos griegos sigue en curso, entre otras cosas, por la constante incorporación de nuevo material procedente de excavaciones arqueológicas, comercio ilícito de antigüedades y colecciones privadas desconocidas.